# オーバーウォッチ
『オーバーウォッチ』（Overwatch）は、2016年5月24日に発売されたチーム対戦型のアクションシューティングゲーム。ブリザード・エンターテイメントが開発、販売、運営を行った。オーバーウォッチシリーズの第一作。略称は『OW』で、ロゴマークもこのイニシャルを組み合わせたものとなっている。
2016年にPlayStation 4、Microsoft Windows、Xbox Oneで発売されたが、Xbox One版のみ日本では発売されていない。2019年10月16日にはIron Galaxyが移植を担当したNintendo Switch版が発売された。2021年6月23日からは異なるプラットフォーム間のクロスプレイに対応している。キャッチコピーは「世界はヒーローを求めている」。
2022年10月5日に、シリーズ第2弾となる『オーバーウォッチ2』へとサービスが移行するため『オーバーウォッチ』は終了となった。

## 概要
未来の地球を舞台に、様々な特殊能力を持つヒーローとなって、6人ずつのチーム対チームで対戦するアクションシューティングゲーム。オーバーウォッチとは英語で「見張る・監視する」を意味する他動詞だが、本作品では主人公達の所属するヒーロー集団の組織名である。2019年11月時点の全世界のプレイヤー数は5000万人と発表されており、2016年のゲーム・オブ・ザ・イヤーを多数受賞した。エレクトロニック・スポーツとしてアメリカ、ヨーロッパ、韓国、中国、日本といった国々でプロチームが結成されている。プロリーグ「オーバーウォッチ・リーグ」やワールドカップも開催されている。
発売後も定期的にアップデートされ、ヒーローやステージ、ゲームモードの追加、ゲームバランスの調整が無料で行われている。
キャラクターのバックストーリーを描く一連のデジタルコミック、ウェブアニメ、小説も発表されており、これらも合わせて「オーバーウォッチ・ユニバース」を形成している。
パッケージイラストにはパルス・ピストルを構えるトレーサーが描かれている。

### エディション
オーバーウォッチはいくつかのエディションが発売されているが基本的なゲーム内容はどれも同じである（初期のパッケージも無料アップデートで最新バージョンになる）。付属する特典の有無によって価格が異なる。
スタンダードエディション
2016年5月24日発売。PCのみ
追加要素なしの最も安価なエディション。
オリジンズエディション
2016年5月24日発売。PS4、PC、Xbox One（日本未発売）
オーバーウォッチのゲーム内で使用できる外見変更アイテムの「オーバーグロウン・バスティオン」「ブラックウォッチ・レイエス」「スリップストリーム・トレーサー」「ストライクコマンダー・モリソン」「セキュリティチーフ・ファラ」の5つのスキンが付属。
ブリザードの他のゲーム『ヒーローズ・オブ・ザ・ストーム』用のトレーサー、『ワールド オブ ウォークラフト』用のベビー・ウィンストン・ペット、『ハースストーン』用のオーバーウォッチ・カードパック、『ディアブロIII』のマーシーの眼差し、『スタークラフトII』のインゲームポートレートも付属する。
コレクターズエディション
2016年5月24日発売。PS4、PC、Xbox One（いずれも日本未発売）
上記オリジンズ・エディションの内容に加え、ビジュアルソースブックとサウンドトラックCD、ソルジャー76のフィギュアといったグッズが付属した限定版。価格は最も高価。
ゲームオブザイヤー・エディション
ダウンロード版：2017年5月24日発売。PS4、PC、Xbox One（日本未発売）
パッケージ版：2017年10月5日発売。PS4
上記オリジンズ・エディションの特典に加えトレジャー・ボックスが10個付属する。ゲーム・オブ・ザ・イヤー受賞を記念して発売される。価格はオリジンズ・エディションと同じで、置き換わる形で販売される。
レジェンダリー・エディション
ダウンロード版：2018年5月23日発売。PS4、PC、Xbox One（日本未発売）
Switchダウンロード版：2019年10月16日発売。
Switchパッケージ版：2019年11月29日発売。
15種類のレジェンダリー、エピック、オリジンスキンが付属する。発売2周年を記念し、オリジンズ・エディション、ゲーム・オブ・ザ・イヤーエディションに置き換わる形で販売される（ダウンロード専用）。
Nintendo Switch版はジャイロエイムに対応するものの、30fpsで動作する（他のコンソールでは60fps）。また、録画機能には対応していない。
無料体験版
2019年4月17日～4月24日
1週間の期間限定で無料体験版が配信される。体験版で入手したアイテムや経験値は製品版に引き継がれる。
オーバーウォッチ2： ウォッチポイント・パック
2022年6月17日ダウンロード販売開始。PS4、PC、Xbox One、Switch
『オーバーウォッチ レジェンダリーエディション』と『オーバーウォッチ2』の特典が付属したパック。
これにより『オーバーウォッチ』、『オーバーウォッチ レジェンダリーエディション』単体の販売は終了した。

## ストーリー
オムニック・クライシス
未来の地球、人類はオムニカ・コーポレーションの開発した人工知能ロボット「オムニック」によって大きく発展していた。自己改良しつつオムニックを自動製造するオムニウム施設が5つの大陸に建設され、人類に貢献していた。しかし、オムニックの反乱により、人類は終わりの見えない戦争に突入する。「第1次オムニック・クライシス」と呼ばれるこの戦いを終結させるため、各国の精鋭が集い「オーバーウォッチ」を結成、25年にわたる戦争は終結した。
ゴールデン・エイジ
オムニック・クライシス終結後、オーバーウォッチは平和を維持する国際機関になる。人々はオーバーウォッチを称え、そのメンバーはヒーローと呼ばれた。過激派集団ヌルセクターの反乱など人類とオムニックの対立の火種は燻り続けるが、オーバーウォッチの活躍で平和な時代が続いた。
オーバーウォッチの凋落
しかし、その後に各地で不可解な凶悪事件が勃発。その原因はオーバーウォッチだと言う声が上がり、2042年に「ペトラス法」が成立、オーバーウォッチは解体されてしまう。スイスにあったオーバーウォッチ本部は爆破され、リーダーのジャック・モリソンは死亡。残ったメンバーは犯罪者として扱われ、ある者は行方不明に、またある者は傭兵になった。
オーバーウォッチ再結成
ペトラス法成立から数年後、テロ組織「タロン」の暗躍により治安はさらに悪化し、世界各国で紛争が増加した。そして遂に第2次オムニック・クライシスが勃発する。人々は再びヒーローを必要とした。ウィンストンはかつてのエージェントに連絡し、オーバーウォッチを再結成しようとする。

## 登場人物
声優表記は「英語版 / 日本語版」。

### メインキャラクター
本作の登場人物のうち、プレイヤーが操作可能なものは「ヒーロー」と呼ばれる。オーバーウォッチ側だけでなく、タロンなどの悪役もヒーローと総称される。登場するヒーローは全部で32人。リスポーンポイントで別のヒーローに切り替えることが可能。
役割(ロール)に応じてライフが多く仲間を守る盾となる「タンク」、攻撃力が高く主に相手を攻撃するのが得意な「ダメージ」、仲間の回復や補助が得意な「サポート」の3種類に分類される。

#### タンク
ディーバー (D.Va) / ハナ・ソング (Hana Song / 송 하나)
声 - チャーレット・ジョング / 種田梨沙
韓国の釜山を本拠地とする二足歩行の特殊兵器「メック」の女性パイロット。元トッププロゲーマーだが、その腕を見込まれてキシン・オムニックと戦う「韓国軍機動装甲部隊 (MEKA / Mobile Exo-force of the Korean Army) 」のメックパイロットに選ばれた。世界的な人気があり「ナノ・コーラ」の宣伝も行っている。
メックは拡散弾「フュージョン・キャノン」や「マイクロ・ミサイル」による攻撃を行う。「ディフェンス・マトリックス」を前方に展開し、飛翔物を防ぐこともできる。「ブースター」による高速移動は飛行も可能で、体当りで敵をノックバックさせることもできる。メックがやられても「緊急脱出！」し生身の体でライトガンで戦うことができる。アルティメット・アビリティはメック搭乗時と消失時で別になっており、搭乗時はメックから離脱し広範囲に爆発を引き起こす「自爆」。消失状態では「メック召喚」となり、再度メックに搭乗できる。
ウィンストン (Winston)
声 - クリスピン・フリーマン / 伊丸岡篤
遺伝子改良により高い知能を持ったゴリラの科学者。黒縁の眼鏡をかけている。
月面基地ホライゾン・ルナ・コロニーにて養父のハロルド・ウィンストン博士の助手をしていた。ほかのゴリラが反乱を起こした時、自作のロケットG-42で地球へ脱出、ジブラルタルに落下し、オーバーウォッチに参加した。オーバーウォッチ解散後、元エージェント達に再結成を呼び掛けた。
メイン武器は電撃銃「テスラ・キャノン」。「バリア・プロジェクター」で球形のバリアを設置できる。「ジャンプ・パック」で大きくジャンプし、着地点付近の敵にダメージを与えることも可能。アルティメット・アビリティの「プライマル・レイジ」はライフが大幅に上昇し、テスラ・キャノンの代わりにパンチで敵を吹き飛ばして攻撃する。
オリーサ (Orisa)
声 - チェレル・スキート / 種﨑敦美
ヌンバーニに住む天才発明少女エフィ・オラデレが作成したケンタウロス型のガーディアン・ロボット。カメラアイは遮光器土偶型。オムニック・クライシス時の「オーアール・フォーティーン・アイディーナ (OR14 Idina) 」を改良した「オーアール・フィフティーン (OR15) 」がベースモデル。空港襲撃事件が発生した際にドゥームフィストによって破壊されたOR15を改造して作られた。製造されて1ヶ月という最年少のヒーロー。
メイン武器は連射可能な「フュージョン・ドライバー」。発動すると付近の敵を引き寄せる弾を発射する「ストップ!」、自分の防御力を強化すると同時にノックバックや移動阻害効果を無効化する「フォーティファイ」、攻撃を防ぐ「プロテクティブ・バリア」を設置するスキルを持つ。アルティメット・アビリティは周囲の味方の攻撃力を上昇させる「スーパーチャージャー」を設置する。
ザリア (Zarya) / アレクサンドラ・ザリアノヴァ (Aleksandra Zaryanova / Александра Зарянова)
声 - ドルヤ・ガヴァンスキー / 斎賀みつき
ロシア防衛軍のクラスノヤルスク基地に所属する女性。髪は非常に短く、左目の上に傷がある。重量上げ選手だったが、オムニックから故郷を守るために競技から引退した。
近距離のビーム攻撃と遠距離用のグレネードを打ち分けることができる「パーティクル・キャノン」が武器。自分を守る「パーティクル・バリア」、味方一人を守る「バリア・ショット」で短時間だが敵からのダメージを一定量防ぎ、防いだダメージに比例してキャノンの威力が上がる。ライフにはシールドがあるため、攻撃を一定時間受けないと自動的に回復する。アルティメット・アビリティは重力弾を発射し、着弾地点の周囲の敵を引き寄せる「グラビトン・サージ」。
シグマ (Sigma) / シーブレン・デ・カイパー (Siebren de Kuiper)
声 - ボリス・ヒーシュタント / 島田岳洋
オランダのデン・ハーグ出身の天体物理学者で、重力を制御する研究を行っていた。
宇宙ステーション内で行っていた実験の失敗から彼の周囲で重力の異常が観測されるようになり、精神を病んだため、被検体シグマとして政府に拘束されるようになった。その後テロ組織のタロンに身柄を奪われ、ブラックホールを操る人間兵器に改造された。
2つの重力チャージを放つ「ハイパースフィア」を武器として使う。浮遊する「エクスペリメンタル・バリア」を設置したり、敵の攻撃を吸収し自身のシールドに変換する「キネティック・グラスプ」という防御能力を持つ。また、瓦礫を浮かせて敵に投げつける「アクリーション」という能力も使う。アルティメットは複数の敵を空中に浮かせて地面に叩きつける「グラビティ・フラックス」。
ラインハルト (Reinhardt) / ラインハルト・ヴィルヘルム (Reinhardt Wilhelm)
声 - ダリン・デ・ポール / 乃村健次
ドイツのシュトゥットガルトの元兵士で元オーバーウォッチの冒険家。騎士道精神を重んじる。
若い頃は、ドイツ軍のクルセイダー部隊の一員だった。アイヒェンヴァルデでオムニックとの戦闘中に敵の奇襲を受けて左目を失い、足止めの為に残った師バルデリッヒと死別する。その後、オーバーウォッチのストライクチーム（攻撃部隊）に招聘され、オムニック・クライシス終結に貢献した。オーバーウォッチ解散後、紛争により混乱する世界に正義をもたらすため戦いに身を投じる。
強固な鎧を身に着けており、「ロケット・ハンマー」での近接打撃攻撃と「バリア・フィールド」による広範囲の防御を得意とする。「ステッドファスト」（不動）というパッシブスキルがあり、ノックバックの影響を受けにくい。炎を飛ばす「ファイア・ストライク」は敵のバリアを貫通する遠距離攻撃。動きは鈍重だが、ここぞという時には「チャージ」（突進）することもできる。アルティメット・アビリティは地面をハンマーで殴りつけ、前方の広範囲の敵にダメージを与えつつダウンさせる「アース・シャター」。
レッキング・ボール (Wrecking Ball) / ハモンド (Hammond)
声 - ジョナサン・リポー、ディー・ブラッドリー・ベイカー / 間宮康弘
月のホライゾン・ルナ・コロニーで遺伝子操作によって生まれたハムスター。ウィンストンがコロニーから脱出した時、自作のカプセルを密かに繋ぎついていった。オーストラリアのジャンカータウンに落下したハモンドはカプセルを4脚式のメック「レッキング・ボール」として改良した。スクラップヤードのメック・バトルでチャンピオンになり、その後は世界を旅している。
「クァッド・キャノン」は連射可能な射撃武器。ボールに変形して転がって移動する「ロール」、フックを引っ掛けて振り子の様にジャンプしたり高速移動する「グラップリング・クロー」、落下してダメージを与えつつ敵をノックバックさせる「パイルドライバー」といったスキルを使う。また、周囲の敵の数に応じてライフが増加する「アダプティブ・シールド」を展開することも可能。アルティメットは周囲にプロキシミティ・マイン（感知式地雷）を撒く「マインフィールド」。
レッキング・ボールの操縦者であるハモンドの声は機械合成ではなく、ディー・ブラッドリー・ベイカーが喋っており、その様子が2018年のBlizzconで披露された。
ロードホッグ (Roadhog) / マコ・ラトリッジ (Mako Rutledge)
声 - ジョッシュ・ピーターズドーフ / 楠見尚己
オーストラリアのアウトバック出身の巨漢の殺し屋。
オムニックと平和協定を結んだオーストラリア政府はオムニウム施設と周辺地域を譲渡し、多くの人が追い出されてしまう。マコたちは故郷を取り戻すためにオーストラリア解放戦線を結成する。奪われた土地取り戻すため関連施設を襲った結果、オムニウム融合炉の爆発により故郷を汚染させてしまう。ガスマスクをかぶっているのは汚染された環境に適応するため。
「スクラップ・ガン」は射程は短いが広範囲に攻撃する攻撃と、中射程で狭い範囲の攻撃を切り替えられる。また、「テイク・ア・ブリーザー」で自分のライフを回復する。「チェイン・フック」で遠くの敵を引き寄せることも可能。アルティメット・アビリティはスクラップガンを連射する「ホール・ホッグ」。

#### ダメージ
アッシュ (Ashe) / エリザベス・カレドニア・“カラミティ”・アッシュ (Elizabeth Caledonia "Calamity" Ashe)
声 - ジェニファー・ヘイル / 川崎芽衣子
アメリカのアリゾナ州のデッドロック・ゴージを根城とする「デッドロック・ギャング」のリーダー。銀髪の女性で、口元にほくろがある。
富豪の家に生まれつつも両親の愛に恵まれず、自らの完璧な家族を作り上げるべくデッドロック・ギャングを立ち上げた女傑。執事オムニックのボブ / ビッグ・オムニック・バトラー （B.O.B. / Big Omnic Butler）は若い頃から彼女の世話をしていた。
主武器はセミオートライフルの「ザ・ヴァイパー」で、通常は腰だめ撃ちだがスコープを覗くことで精密射撃も可能。「ダイナマイト」は爆発後に火炎で追加ダメージを与える。「コーチ・ガン」は当った敵をノックバックし、反動を利用してジャンプすることも可能。アルティメットは「B.O.B.」を召喚、ボブは突進後に当たった敵を空中に吹き飛ばし、アームガンを連射する。
ウィドウメイカー (Widowmaker) / アメリ・ラクワ (Amélie Lacroix)
声 - クロエ・ホリングス / 伊藤静
テロ組織タロンに所属するエージェント。フランスのアヌシーを活動拠点とする。ポニーテールで、蜘蛛の様な刺青を背に入れている女性。
旧姓は「ギヤール (Guillard) 」。夫の「ジェラール・ラクワ (Gérard Lacroix) 」はタロン壊滅作戦の陣頭指揮を執っていたオーバーウォッチのエージェントだった。ジェラールの暗殺に何度も失敗したタロンは、バレエダンサーだった妻のアメリを誘拐・洗脳し、ジェラールを暗殺させる。タロンによる改造の結果、体温は下がり肌が青ざめ、人間的な感情のない「ウィドウメイカー」となった。
主武器は狙撃銃「ウィドウズ・キス」で、狙撃モードと連射可能なアサルトライフルモードを切り替える。毒ガス射出機能の付いた「ヴェノム・マイン」は触れた敵を徐々に蝕む。ワイヤーのついたグラップリング・フックで離れた場所に移動する。アルティメット・アビリティは一定時間、周囲の敵を壁越しでも視認できるようになる「インフラサイト」で、この情報は味方全員で共有できる。
エコー (Echo)
声 - ジーニー・ボレット / ちふゆ
スイスでミナ・リャオ博士によってオーバーウォッチの活動を支援するために製造された多機能汎用型ロボット。
適応学習人格を備えており、周囲の人間から学習することができる。オーバーウォッチ解体後はアメリカ政府によって秘匿されていたが、キャスディによって解放され、ウィンストン達と合流する。
主武器は「トライショット」で親指・人差し指・中指から3発の弾を発射する。吸着式の爆弾を発射する「スキッティーボム」や、ライフの低下している敵に大ダメージを与える「フォーカス・ビーム」というスキルも使用可能。また、空を飛ぶ「フライト」や空中からゆっくりと滑空する「グライド」という能力を持っている。アルティメットは敵の能力を複製して、一定時間使用できるようになる「コピー」。
キャスディ (Cassidy) / コール・キャスディ (Cole Cassidy)
声 - マシュー・マーサー / 小杉十郎太
サンタフェを拠点に活動する賞金稼ぎ。西部劇のガンマンのような恰好をしており、いつも葉巻をくわえている。
もともとはデッドロック・ギャングを立ち上げた犯罪者であり、逮捕された時にガブリエル・レイエスの誘いでオーバーウォッチの秘密部隊「ブラックウォッチ」に参加したが、組織の弱体化に伴う反乱分子による破壊工作に嫌気がさして組織を抜けたという経緯を持つ。
武器はリボルバー「ピースキーパー」で、連続発射（ファニング）も可能。フラッシュバンは敵を気絶させる。「コンバット・ロール」は転がりながら、リロードを行う。アルティメット・アビリティは複数の対象を同時にロックオンし、銃で撃つ「デッド・アイ」。
ゲンジ (Genji) / シマダ・ゲンジ (Genji Shimada / 島田 源氏)
声 - ガク・スペース / 川原慶久
冒険家にして日本出身の忍者。忍者集団シマダ一族の頭領ソージロー（宗次郎）の子で、ハンゾーの末弟にあたる。
シマダ一族は暗殺術に長け、違法薬物や武器の取引を行う巨大犯罪組織だが、ゲンジはこうした闇稼業への関心が乏しく、亡き父の跡を継いだハンゾーと考えの違いから殺し合いに発展する。重傷を負い、生死の境をさまよう中、オーバーウォッチによってサイボーグとして復活した。当初は一族の犯罪行為を止めるために「ブラックウォッチ」の一員として精力的に活動していたが、やがて機械化された身体に嫌気がさして脱退した。放浪の末に僧侶ゼニヤッタと出会って自らの身体を受け入れることができるようになった。
メインの攻撃は「手裏剣」を連続で投げる。3方向に手裏剣を投げる「死蝶扇」や、刀で斬りかかる「風切り」といった技も使う。「木の葉返し」は固形の飛び道具であれば全て打ち返すことができるが、連続ダメージのビームは打ち返せない。2段ジャンプや壁上りが可能な「サイバー体術」を使う。アルティメット・アビリティの「龍撃剣」は刀で攻撃する。
シンメトラ (Symmetra) / サティヤ・ヴァスワニ (Satya Vaswani / सत्य वास्वानी)
声 - アンジャリ・ビマニ / 生天目仁美
ヴィシュカー・コーポレーションの建築技師であるインド人女性で、硬質光テクノロジーにより物体を瞬時に生み出す能力を持つ。秩序と調和の取れた完璧な理想世界の実現を目指している。
武器は直線的に攻撃する連続ビームと、チャージして発射される球状のフォトン弾を撃ち分けることができる「フォトン・プロジェクター」。また、近づく敵に自動的にダメージを与えると同時に移動速度を低下させる「セントリー・タレット」を射出できる。味方を移動させるゲートの「テレポーター」を設置することも可能。アルティメット・アビリティは巨大な壁面状のバリアを設置する「フォトン・バリア」。
ジャンクラット (Junkrat) / ジェイミソン・フォークス (Jamison Fawkes)
声 - クリス・パーソン / 後藤ヒロキ
オーストラリアで活動する無政府主義者でロードホッグの相棒。やせ型で上半身裸。
廃墟から金属等を集めるジャンカーズとして生計を立てているうちに、爆発物に対して異常な愛着を抱くようになった。オムニウム施設の残骸から「お宝」を発見し、隠し持っている。
メイン武器は跳ね回るグレネードを発射する「フラグ・ランチャー」で、リモコン起爆式の「コンカッション・マイン」や動きを止めるトラバサミの「スティール・トラップ」といった設置型のトラップも扱うことができる。また、自分の爆発物でダメージを受けず、倒された時に周囲に爆弾をばら撒く「トータル・メイヘム」という特殊能力を持つ。アルティメット・アビリティは遠隔操作式のタイヤ型大型爆弾を発射する「RIPタイヤ」。
ソルジャー セブンティーシックス (Soldier: 76) / ジャック・モリソン (Jack Morrison)
声 - フレッド・タタショア / 大川透、楠大典
経歴不詳の自警団員でバイザーをしている。国際指名手配されつつも、オーバーウォッチ解体の真相究明に全力を注いでいる。
身体能力は一般兵士より高く、使用武器の多くはオーバーウォッチの基地から盗みだした最新鋭のものである。その正体はかつてオーバーウォッチのリーダーで、本部爆破事件で死亡したとされるジャック・モリソンだと言われている。
メイン武器はオートマチックのアサルトライフル「ヘビー・パルス・ライフル」で、この武器からは「ヘリックス・ロケット」というロケット弾も発射可能。「スプリント」で素早く移動できる。「バイオティック・フィールド」は設置した周囲の味方のライフを回復する。アルティメット・アビリティの「タクティカルバイザー」は一定時間、範囲内の敵に自動で照準を合わせる。
ソンブラ (Sombra) / オリビア・コロマール (Olivia Colomar)
声 - キャロライナ・ラバッサ / 斎藤千和
メキシコのドラド出身で、テロ組織タロンに所属するハッカー。ソンブラはスペイン語で「影」を意味するコードネーム。
卓越したコンピュータの知識を持ち、かつてはメキシコのギャング組織「ロス・ムエルトス」に所属していた。全身をサイボーグ化することであらゆる電子機器をハッキングできるようになった。
連射の効く「マシン・ピストル」を主武器とする。「ステルス」能力を持ち、光学迷彩で透明化し高速移動が可能。また、「トランズロケーター」はビーコンを投げ、その場所に瞬間移動する。特殊能力の「ハック」は敵の特殊能力を封じる。マップ上の回復アイテムをハックすると、出現までの時間が短縮できる上に、敵は使用できなくなる。体力の低い敵の位置を把握する「オポチュニスト」という能力を持つ。アルティメット・アビリティは「EMP」で、周囲の敵を同時にハックし、シールドやバリアを無効化する。
トレーサー (Tracer) / レナ・オクストン (Lena Oxton)
声 - カーラ・テオボルド / 加藤英美里
元オーバーウォッチのエージェントでイングランド・ロンドンで活動する冒険家。オレンジ色のゴーグルをかぶり、ショートカットの髪をしたボーイッシュな女性。パッケージにも描かれている本作を代表するキャラ。
テレポート戦闘機「スリップストリーム」のテスト飛行中の事故により、彼女の肉体を構成する分子が時間の流れに同期できなくなり、突如として姿が消えてしまう“時間解離症”に罹患した。その後、ウィンストンが時間加速装置を発明したことにより、症状が改善されたほか、自分の時間を操ることができるようになった。
戦闘時は連射式の2丁の「パルス・ピストル」で攻撃するが、瞬間移動「ブリンク」や自分の時間を3秒巻き戻す「リコール」といった技も使用する。機動力が非常に高いがライフは最低。アルティメット・アビリティは吸着爆弾の「パルス・ボム」。
トールビョーン (Torbjörn) / トールビョーン・リンドホルム (Torbjörn Lindholm)
声 - キース・シルバースタイン / 高岡瓶々
スウェーデンのヨーテボリで活躍する元オーバーウォッチ。長い髭が特徴の老人。
世界有数の兵器の設計者として知られており、オムニック・クライシス終結にも貢献したが、オーバーウォッチの崩壊に伴い武器が散逸したため、自らの発明品が悪用されぬよう世界中を回って回収している。
名前からもわかる通りブリギッテを娘に持つ。
遠距離用の鋲と、近距離用の溶けた鋼を撃ち分けられる「リベット・ガン」を使う。敵を自動で攻撃する「タレット」（砲塔）を設置することができる。「フォージ・ハンマー」でタレットを叩くことで、修理できる。「オーバーロード」は一時的に自分自身を強化する。アルティメット・アビリティは高熱のスラグをばら撒いて、上に乗った敵に継続ダメージを与える「モルテン・コア」。
ドゥームフィスト (Doomfist) / アカンデ・オグンディム (Akande Ogundimu)
声 - サー・ンガウジャ / 中田譲治
ナイジェリアのオヨ州出身で格闘技が得意な男性。スキンヘッドで右腕にガントレットを装備している。
名家の生まれで義肢設計会社を営んでいたが、オムニック・クライシスにより右腕を失う。「2代目ドゥームフィスト」の「アキンジデ・アディエミ (Akinjide Adeyemi) 」の誘いでテロ組織・タロンに加入した。その後、アキンジデを殺害しガントレットを奪い3代目のドゥームフィストになった。
ハンド・キャノンは左腕からショットガンの様に弾を発射する。上空から地面に拳を叩きつける「サイズミック・スラム」、敵を上空に打ち上げる「ライジング・アッパーカット」、力を溜め突進しつつ殴る「ロケット・パンチ」の3種類の拳技を使う。これらの拳技でダメージを与えると一時的にシールドが付与される「攻撃は最大の防御なり」というパッシブスキルを持つ。アルティメットは隕石の様に落下してその周囲にダメージを与える「メテオストライク」。
ハンゾー (Hanzo) / シマダ・ハンゾー (Hanzo Shimada / 島田 半蔵)
声 - ポール・ナカウチ / 阪口周平
弓を得物とする日本の暗殺者で、ゲンジの兄。髪を縛り、髭を生やしている。
花村を拠点とする忍者集団シマダ一族の後継者。ゲンジと二人で力を合わせて一族を治めようとするが、拒む弟をやむなく手に掛けてしまう。これに罪悪感を感じ、一族の頭領の座を退き、放浪の旅に出る。
「嵐ノ弓」はチャージすることで、飛距離と威力を上昇させる。また、6本の矢を連射する「電光石火」や、音波探査装置を組み込んだ矢で敵の位置を探る「鳴響矢水」といった技も使用する。壁に向かってジャンプすることで「壁登り」したり、空中で水平方向に2段ジャンプする「体術」を使用する。アルティメット・アビリティは巨大な龍の精霊を呼び出して攻撃する「龍撃波」で、壁を貫通する特性がある。
バスティオン (Bastion) / SST研究所 シージ・オートマトンE54 (SST Laboratories Siege Automaton E54)
声 - クリス・メッゼン
SST研究所にて平和維持のために開発された量産型のロボット兵器。オムニック・クライシス時に人類の敵となったため、戦後、多くの同型機が解体された。
10年間屋外に放置され、「ガニメデ (Ganymede) 」という小鳥のついばみで再起動した。戦闘プログラムの大半を喪失しているため穏やかな性格だが、危害をなすものに対しては武装で排除しようとするため人間との衝突が絶えず、普段は人里離れた自然の中に隠遁している。スウェーデン北部にて人間に発見され破壊されそうになったが、異常に気付いたトールビョーンによって助けられ仲間になった。
自由に移動でき、サブマシンガンで戦う「偵察モード」と、移動不能だが高火力のガトリング砲を発射できる「セントリー・モード」を切り替える「モード変更」の能力を持つ。「自己修復」機能で自身のライフを回復できる。セントリー・モード時とタンクモード時はダメージが20％カットされる「アイアンクラッド」というパッシブスキルを持つ。アルティメットは戦車に変形し、爆発する榴弾を発射できる「タンク・モード」。
ファラ (Pharah) / ファリーハ・アマリ (Fareeha Amari / فريحة أمري)
声 - ジェン・コーン / 朴璐美
青い鳥のようなコンバットスーツ“ラプトラ・マークVI”を身にまとう女性。
母であるアナの跡を継ぎ、オーバーウォッチになるためにエジプト軍に入隊したが、オーバーウォッチが解散したことでその夢は叶わなかった。その後、民間企業のヘリックス・セキュリティ・インターナショナルのオファーを受け、エジプトのギザのAI研究所の警備主任となった。
射程が長く、着弾時に爆発する「ロケット・ランチャー」がメイン武器。サブ武器としてノックバック効果のある「コンカッシブ・ブラスト」も使用。上空に急上昇する「ジャンプ・ジェット」や、ホバリング能力「ホバー・ジェット」による空中戦を得意とする。アルティメット・アビリティは小型のロケット弾を乱射する「バレッジ」。
メイ (Mei) / メイ＝リン・チョウ (Mei-Ling Zhou / 周 美霊)
声 - 張昱 / Lynn
中国の西安の気象学者兼冒険家。お団子ヘアにかんざしを刺し、黒縁の眼鏡をかけている。
異常気象の原因を探るために、オーバーウォッチによって設置された南極観測所（エコポイント：アンタークティカ）に仲間と共に配属されていた。悪天候により補給もままならず、食料の備蓄も少なくなったため、救助信号を発信して自分たちを人工冬眠させていた。しかし、アンテナが破損したため救助は訪れず、スタッフは彼女を残して全員死亡してしまっていた。ウィンストンからのオーバーウォッチ再結成の通信を受信した彼女は、施設に残っていた部品から装備を製作し、生還する。
自作の「凍結ブラスター」は近距離の敵を凍結させたり、つららを発射して攻撃できる。巨大な氷の防御壁「アイス・ウォール」を作り出すことも可能。自分自身を氷で包む「クリオフリーズ」は一定時間無敵になってライフを回復する。アルティメットは小型の天候制御ドローンの「スノーボール (Snowball) 」で広範囲の敵を凍結させる「ブリザード」。
リーパー (Reaper) / ガブリエル・レイエス (Gabriel Reyes)
声 - キース・ファーガソン / 竹内良太
経歴不明の殺し屋で、死神を連想させるような黒づくめの衣装に髑髏を模した仮面をつけている。
リーパーの被害者は遺体を残すことが少なく、回収できた遺体は生命を吸い取られたかのごとく青ざめ、細胞が激しく劣化していたという共通点がある。その正体はかつてオーバーウォッチの初代ストライク・チームを率い、その後はブラックウォッチを指揮したガブリエル・レイエスだと言われている。
戦闘時は二丁拳銃の要領で「ヘルファイア・ショットガン」を放つ。特殊能力として自らを影と化して敵の攻撃をすり抜ける「レイスフォーム」と、自分で指定した目的地まで瞬間移動する「シャドウ・ステップ」を使う。敵にダメージを与えると自分のライフを回復する「ザ・リーピング」という特殊能力を持つ。アルティメット・アビリティの「デス・ブロッサム」は回転しつつ周囲の敵に銃を乱射する。

#### サポート
アナ (Ana) / アナ・アマリ (Ana Amari / أنا أمري)
声 - アイシャ・セリム / 榊原良子
エジプト国籍を持つ老スナイパーでファラの母親。オーバーウォッチのオリジナルメンバーで副指令として活躍していた。その才能から50代となっても現役だったが、人質救出任務中にウィドウメイカーに狙撃され戦死したことになっていた。実際は右目を失う重傷を負い、母国に戻り療養していた。
武器は「バイオティック・ライフル」という狙撃銃で、味方を撃つと体力が回復し、敵を撃つとダメージを与える。「バイオティック・グレネード」は爆風範囲内の味方を回復した上で回復力が向上し、敵はダメージを受けた上に一定時間回復する事が出来なくなる。サブウェポンの「スリープ・ダーツ」は当てた相手を一定時間眠らせるが、ダメージを与えると起きてしまう。アルティメットは「ナノ・ブースト」で、味方1人の体力を250回復し、攻撃力と守備力を8秒間50%アップさせる。
ゼニヤッタ (Zenyatta) / テカルサ・ゼニヤッタ (Tekhartha Zenyatta / तेखर्ठ जेन्यत्ता)
声 - フィオドール・チン / マンモス西尾
ネパールのシャンバリ寺院に住んでいたオムニックの僧侶で、ゲンジの師匠にあたる人物。結跏趺坐の様な姿勢で空中浮遊する。
人間とオムニックの調和には一対一の対話が必要だと考え、寺院を離れ放浪の旅に出た。弱者を助けるためならば、戦いも辞さない。
メイン武器は「破壊のオーブ」で、チャージすることで連続発射も可能。「調和のオーブ」は仲間につけることでライフを徐々に回復させる。「不和のオーブ」は敵につけることで、受けるダメージを増加させることができる。アルティメット・アビリティ「心頭滅却」は高次の存在へと変身、自身が無敵状態になると同時に、周囲の味方を高速回復する。
バティスト (Baptiste) / ジャン＝バティスト・オーギュスタン　(Jean-Baptiste Augustin)
声 - ベンツ・アンソニー / 咲野俊介
ハイチのトルトゥーガ島出身のコンバット・メディック。
オムニック・クライシスの戦災孤児で、カリブ海連合に参加して軍人になった。戦争終結後タロンに参加しクエルバ・ストライク・チームの一員として高い能力を発揮したものの、暗殺や市民の犠牲を伴う任務に疑問を覚え脱走した。
武器は「バイオティック・ランチャー」を使い、メイン攻撃は3点バースト式のサブマシンガン、サブ攻撃で着弾地点付近の味方を範囲回復するグレネード弾を発射する。また、自分と周囲の味方を徐々に回復する「リジェネ・バースト」というアビリティを持つ。味方の死亡を防ぐ「イモータリティ・フィールド」を設置することも可能。しゃがんで力を貯めることでジャンプ力を高める「エグゾブーツ」という能力も持つ。アルティメットは通過した攻撃のダメージを（回復系の能力は回復効果を）上昇させるマトリクスを展開する「アンプリフィケーション・マトリックス」。
ブリギッテ (Brigitte) / ブリギッテ・リンドホルム (Brigitte Lindholm)
声 - マティルダ・スメディアス / 大森ゆき
トールビョーンとイングリッドの間に生まれた末娘。栗色の長い髪を縛ってポニーテールにしている。
父の影響で整備や設計を得意とする。オーバーウォッチ解散後、武者修行の旅に出たラインハルトと行動を共にし、彼のアーマーの整備を行っていた。旅を続けるうちに、戦いで傷つくラインハルトを守るため、自分自身も戦闘に参加するようになった。
メインは近距離武器「ロケット・フレイル」で、投げて遠距離の敵を攻撃し、当たった敵をノックバックさせる「ウィップショット」という技も使える。フレイルで敵を攻撃すると自分と周囲の味方を徐々に回復する「インスパイア」というパッシブ・スキルを持っている。また、小型の「バリア・シールド」で前方からの攻撃を防ぎ、「シールドバッシュ」でシールドを展開しつつ前方にダッシュし、敵をスタンさせる。また、「リペアパック」で味方を回復することができる。アルティメットは「ラリー」で移動速度が上昇し、周囲の味方に30秒間有効なアーマーを付与する。
マーシー (Mercy) / アンジェラ・ジーグラー (Angela Ziegler)
声 - ルーシー・ポール / 大原さやか
スイスのチューリヒを活動拠点とし、平和を愛する科学者であり医者。
天使のようなヴァルキリースーツを身にまとっている。自ら培った応用ナノバイオロジーを生かし、オーバーウォッチには医療研究や衛生兵として参加していた。オーバーウォッチ崩壊後も戦争で苦しむ人々の救出に携わっている。
「カデュケウス・スタッフ」からビームを当てて仲間の回復をしたり、攻撃力を強化する。護身用の「カデュケウス・ブラスター」も所持している。「リザレクト」は倒れた仲間を蘇生させる。「ガーディアン・エンジェル」は指定した味方の近くに急行する。「エンジェリック・ディセント」はスーツの力でゆっくりと落下する。パッシブスキルの「リジェネレーション」によりダメージを受けないと徐々にライフが回復する。アルティメット・アビリティの「ヴァルキリー」は飛行可能になり各種アビリティがパワーアップする。
モイラ (Moira) / モイラ・オデオレイン (Moira O’Deorain)
声 - ジュヌヴィエーヴ・オライリー / 園崎未恵
タロン所属の遺伝学者。細身でツメを長く伸ばした風貌のアイルランド人女性。
遺伝子操作による新たな医療技術を研究していた科学者で、かつてはブラックウォッチに所属していた。オーバーウォッチの解体後その頭脳が評価され、オアシスの遺伝学部門の大臣になるが、裏ではタロンに協力している。
「バイオティック・グラスプ」は左手で敵から生命エネルギーを吸収して自分のライフを回復すると同時にバイオティックエネルギーを蓄積、右手でエネルギーを放出し味方を回復する。「バイオティック・オーブ」は浮遊するオーブを放ち、黒いオーブは敵にダメージを与え、黄色いオーブは味方を回復する。短距離を瞬間移動する「フェード」というスキルも持つ。アルティメットは「コアレッセンス」で貫通するビームを放ち、味方を回復すると同時に敵にはダメージを与える。
ルシオ (Lúcio) / ルシオ・コレイア・ドス・サントス (Lúcio Correia dos Santos)
声 - ジョニー・クルーズ / 興津和幸
リオデジャネイロで活動するミュージシャン。ドレッドヘアでゴーグルをつけている。
再開発の名のもとに住民を搾取するヴィシュカー・コーポレーションから群衆制圧用の音波テクノロジーを盗み出し、撤退に導いた。
「ソニック・アンプリファイア」で音波弾を連射したり、敵を吹き飛ばす効果のある「サウンドウェーブ」を発生させる。周囲の味方の移動スピードを上昇させる「スピード・ブースト」とライフを回復する「ヒーリング・ブースト」の2曲を切り替える「クロスフェード」や、曲の効果を上昇させる「アンプ・イット・アップ」を使う。「ウォール・ライド」で壁を走ることもできる。アルティメット・アビリティは周囲の味方全員に「サウンド・バリア」を張り、ライフを一時的に上昇させる。

### サブキャラクター
ティミー (Timmy)
オーバーウォッチの展覧会を見に来ていた男の子。ラインハルトのマークの入ったTシャツを着ている。フュージョネイターやトレーサーがお気に入り。短編アニメ「シネマティック・トレーラー」に登場。
ブライアン (Brian)
ティミーの兄。紺色のパーカーを着ている。短編アニメ「シネマティック・トレーラー」に登場。
アテナ (Athena)
声 - エブリン・ドゥア / 木下紗華
オーバーウォッチで使用されているAI。チュートリアルでは訓練プログラムを実行する。ゲーム中のシステムボイスも一部の期間限定イベントを除き、彼女が担当する。
ハロルド・ウィンストン (Harold Winston)
月のホライゾン・ルナ・コロニーで研究していた科学者。ウィンストンの育ての親。眼鏡をかけている。短編アニメ「Recall」に登場。
バルデリッヒ・フォン・アドラー (Balderich von Adler)
ラインハルトの親友であり師匠。元々オーバーウォッチに招聘されていたのはラインハルトではなくバルデリッヒだった。アイヒェンヴァルデ作戦の時、無茶な行動をしていたラインハルトを助けるために死んでしまう。短編アニメ「Honor and Glory」に登場。
テカルサ・モンデッタ (Tekhartha Mondatta)
オムニックの僧侶でゼニヤッタの師匠。額に戒疤のように9つの点があるが、菱形に並んでいる（ゼニヤッタは正方形状）。キングス・ロウにて暗殺される。短編アニメ「ALIVE」に登場。
ハル＝フレッド・グリッチボット (HAL-Fred Glitchbot)
ハリウッドのペイロードに乗っているオムニック。ディレクターであり脚本家であり、映画監督。「ジャンケンシュタイン」などの映画を撮ったとされている。
カティア・ヴォルスカヤ (Katya Volskaya)
「スヴャトゴール (Svyatogor) 」という巨大有人人型兵器を製造しているロシアの軍需企業ヴォルスカヤ・インダストリーの会長。第1次オムニック・クライシスでロシアを勝利に導いた英雄。短編アニメ「INFILTRATION」に登場。
パチマリ (Pachimari)
玉葱のような顔にタコのような足のあるキャラクター。花村のクレーンゲーム「UFO空母」に大量にぬいぐるみが入っている。
エフィ・オラデレ (Efi Oradere)
声 - 武田華
科学都市ヌンバーニに住む天才少女。11歳ながらロボット工学とAI作成で実績を上げ、アダウェ基金の助成金を獲得した。OR-15を改造してオリーサを作り出した。「オリーサ・オリジンストーリー」に登場。
オパラ (Opara)
メイたちと共に南極観測所「エコポイント:アンタークティカ」に配置されていた隊長。国籍はヌンバーニ。人工冬眠装置の故障のため死亡。短編アニメ「Rise and Shine」に登場。
アントニオ・バルタロッティ (Antonio Bartalotti)
8年前にオスロやローマのオーバーウォッチの施設を襲撃した犯人。表向きはビジネスマンだがテロ組織「タロン」の幹部でヴェネツィアに拠点を構えている。恰幅が良く、顎鬚を蓄えている。期間限定イベントおよびコミック「レトリビューション」に登場。
マクシミリアン (Maximilien)
タロンの幹部で、モナコでカジノを経営しているオムニック。タロンの財務管理を任されている。赤い目で、額に7つのドットが∞状に並んでいる。コミック「マスカレード」、期間限定イベント「ストーム・ライジング」に登場。
デヒョン（Dae-hyun）
声 - ジョニー・ヤング / 鈴木達央
MEKA部隊のメカニック担当で、D.vaの友人。短編アニメーション「Shooting Star」に登場。
ソジョーン (Sojourn)
オーバーウォッチのメンバーの一人。6年前の「ストーム・ライジング」でトレーサー、ウィンストン、ゲンジ、マーシーからなる新生ストライクチームの指揮を執った女性。褐色の肌で白い髪。
ミナ・リャオ (Mina Liao)
声 - ジーニー・ボレット / ちふゆ
シンガポール出身のロボット工学者であり人工知能の研究者。オムニカ・コーポレーションでオムニックの開発に関わっていたが、オムニックが反乱を起こしたことで後悔し、モリソンの誘いでオーバーウォッチ創設に関わる。アテナのプロトタイプやエコーを開発したものの、何者かの襲撃によって死亡する。「エコー オリジン・ストーリー」に登場。

## システム

### 基本ルール
ヒーローを選択して6人のチームを作る。ヒーローによって様々な能力を持っている。相手を攻撃すると敵のライフを減らすことができる。頭部に攻撃が命中すると通常よりも大きなダメージを与えるクリティカル・ヒットとなる。
味方にはダメージのある攻撃は当たらないが、例外的に爆発するタイプの攻撃は壁際や至近距離で使用すると自分もダメージを受ける（味方にはノーダメージ）。逆に回復などの良い効果は味方にのみ影響し、敵には無効。バリアも敵の攻撃は防ぐが、味方の攻撃は素通りする。
ライフが0になるかマップ内に点在する穴に落下すると死亡状態になる。死亡状態になると一定時間をおいてリスポーン地点から復活する。この時に別のヒーローに交代することもできるが、交代するとアルティメット・ゲージは0に戻る（変更しなかった場合は持続）。
リスポーンエリア
ゲーム開始時、および死亡時にヒーローがリスポーンする地点。Aチーム、Bチームそれぞれに用意されており、敵チームは入ることができない。またこのエリア内では体力が全快し、敵の攻撃も通らない。ヒーローの変更も可能。
アビリティ
ヒーローは様々なアビリティを使用することが可能。アビリティは一度使用するとクールダウン時間が必要で、一定時間経過しないと再使用できない。
アルティメット・アビリティ
究極技いわゆる必殺技。「ウルト (ult) 」と略される。画面中央の丸いアイコンにチャージ率が表示され、これが100％になると使用可能になる。アルティメットのチャージレベルは時間の経過によって少しずつ増加するが、敵にダメージを与える・味方を回復するとより多く増加する。複数の敵に大きなダメージを与えたり、敵の動きを止めたり、一定時間パワーアップしたりと、ヒーローによって効果は異なるが戦局を一変させる大きな効果を持つ。
ライフ
ヒーローの体力を表す。ダメージを受けると減少し、0になると倒れる。自分のライフは画面左下のバーと数値で表現される。
ライフには通常の「ヘルス」（白いバーで表示）の他に、追加で「シールド」（青いバーで表示）と「アーマー」（黄色いバーで表示）を持つヒーローがいる。シールドやアーマーを持つヒーローは、シールドやアーマーがなくなってからヘルスにダメージを受ける。シールドは時間経過で自動回復、アーマーは一発ごとのダメージを5減らす。
ライフの回復にはマップに点在するライフパックの取得、サポート系ヒーローによるアビリティ使用が必要。また出撃地点に戻ることでも回復する。
オン・ファイア
ヒーローが活躍すると、ライフゲージ下のオン・ファイアゲージが上昇し、一定量を超えると「オン・ファイア」状態となる。能力は変わらないが、「火が付いた」といったセリフを発し、プレイヤーのアイコンが燃えるような演出になる。目標を確保する（防衛する）、ダメージを与え敵を倒す、ライフを回復する、攻撃力上昇効果を得た味方が敵を倒す、バリアで攻撃を防ぐ、テレポーターを味方が使用する、などの行動でポイントが加算され、時間の経過で徐々に減少する。
リスポーンディレイ
アサルト、エスコート、ハイブリッドのマップでは目標エリア内（もしくはペイロード付近）で攻撃側の方が防衛側より人数が多い場合、防衛側のリスポーン（デスした際の復活までにかかる時間）が徐々に遅くなる。このため、攻撃側が有利な場合はポイントを奪取しやすくなっている。一方で、防衛側は少ない人数で目標に向かっても人数差で不利になるため、まとまって行動することが推奨される。

### プレイ・オブ・ザ・ゲーム、投票、推薦
プレイ・オブ・ザ・ゲーム
試合終了後はその試合で最も活躍したプレイヤーのハイライトシーンのリプレイが再生される。Play Of The Gameの頭文字を取って「POTG」と略される。
投票
その試合での連続キル、回復量、防いだダメージ、目標貢献タイム、特定の武器の命中率などが表示され、それに応じて活躍したと思うプレイヤーへの投票が行われる。
推薦
フェアプレーやチームプレーといったプレイヤー同士のコミュニケーションに寄与したプレイヤーへの推薦が行える。推薦を行ったプレイヤーにも経験値が与えられる。推薦を一定数受けたプレイヤーは推薦レベルが上がり、推薦レベルを維持すると、トレジャーボックスのギフトが贈られることがある。

### トレジャー・ボックス
試合が終了すると経験値（XP）を獲得し、XPが一定値になるとレベルがアップする。レベルアップすると「トレジャー・ボックス」を入手し、そこからアイテムを入手できる。1箱に4つのアイテムがランダムで入っている。アイテムはいずれもヒーローの能力には影響しない。そのためレベル1000の熟練プレイヤーと、始めたばかりのレベル1のプレイヤーも（プレイヤー自身の腕の差はあるが）全くの同じ条件でのプレイである。
「ヒーロー・ダスト」を消費して好きなアイテムを購入することも可能。なお、既に持っているアイテムが再度出た場合（ダブり）はダストになる。期間限定イベント中でしか入手できないアイテムも一部存在する。
- スキン - ヒーローの外見を変更できる。スキンによっては専用のボイスが用意されているものもある。
- エモート - ヒーローが特殊なポーズを取る（エモート中は無防備）。初期設定では方向キーの下＋右スティック上で使用する。
- ビクトリー・ポーズ - 試合勝利後に勝利チームのキャラクターが並んでいる場面でのポーズを変更する。
- ボイス・ライン - 台詞をしゃべる。初期設定では方向キーの下＋右スティックの左下に割り当てられている。
- スプレー - イラストを壁や床などに描く。初期設定では方向キーの上＋右スティックに割り当てられている。
- ハイライト・イントロ - 試合終了後「プレイ・オブ・ザ・ゲーム」に選ばれた時のショートムービーのポーズを変更する。

### 途中退出ペナルティ
ゲーム中に「ゲームを終了」すると「途中退出」となりペナルティを受ける。クィック・プレイの「チーム構成画面」ではペナルティを受けないが、ゲーム開始後「Victory（勝利）」または「Defeat（敗北）」画面が出る前にゲームを退出した場合は「敗北」扱いになる上に、獲得経験値が75％減少する。さらに同様の行為を繰り返した場合は一定数のマッチを終了するまではペナルティが解除されなくなる。
ライバル・プレイではより厳しく適用され、「チーム構成画面」を含め、「マッチ完了」までにゲームを終了した場合はペナルティを受ける。途中退出した場合はそのゲームが終了するまでは、新しいゲームに参加できない。ただし、ネットワーク回線の不具合の可能性もあるため、1分以内に復帰した場合はペナルティが課されない。獲得経験値が減少するだけでなく、同様の行為を繰り返した場合はゲームに参加できなくなる。

### クロスプレイ
発売当初は機種ごとにサーバーが用意されており、異なる機種間で遊ぶことはできなかったが、2021年6月23日よりクロスプレイが実装された。
PC版のプレイヤーは「PCプール」でプレイし、CS（PS、Xbox、Switch）版は「コンソールプール」でプレイすることになる。コンソールプールでは照準が誘導され狙いをつけやすくなる「エイムアシスト」機能が使用可能だが、PCプールではCS版のプレイヤーもエイムアシストを使用できない。CS版のプレイヤーはPC版のプレイヤーとチームを組んだ時のみPCプールに入ることができる。
PC版のプレイヤーはクロスプレイをオフにすることはできないが、CS版のプレイヤーはオプションでクロスプレイをオフにできる。
競技用モードのライバル・プレイではPC版プールにCS版のプレイヤーがクロスプレイで入ることはできない。

## ゲームモード

### クイック・プレイ
同等の腕前のプレイヤー同士で6人対6人のチーム・バトルを行う。1チーム内では同じヒーローは使えず、タンク：ダメージ：サポートはそれぞれ1チーム2人ずつとなる。エントリー時には自分の希望するロールにチェックを入れて待つことになる（全てのロールを希望することも可能）。
マップはランダムで決定し、基本ルールの「アサルト」「エスコート」「ハイブリッド」「コントロール」の4種類で試合を行う。
マップによってゲームの勝利条件が違っている。オブジェクトやエリアの取り合いが重要になり、単純にキル数を競うルールではない。
アサルト
防衛側が守るAとBの2つの目標を、攻撃側は占領することが、防衛側はそれを阻止することが目的のルール。
最初の45秒は防衛側の準備時間で、自由に移動しマップ内の好きな場所に陣取ることができる。この間、攻撃側はリスポーンエリア内で待つことになる。
ゲームがスタートすると攻撃側がリスポーンエリアから出撃し、戦闘開始となる。
攻撃側が目標エリアの中に入ると目標エリアの確保を開始する。一定時間、留まることで確保ゲージが上昇し、100％になると完了する。ただし、目標エリアの外に出たり、目標エリアに防衛側が侵入すると確保が中断される。確保率は攻撃側が目標エリアから全員排除されると徐々に低下するが、33％以上になった場合は33％以下にはならない。さらに66％以上になった場合も66％以下にはならない。攻撃側が目標Aを確保すると、残り時間が延長され、リスポーンエリアが変更される。
攻撃側が目標A、Bの両方を確保すると攻撃側の勝利、制限時間まで目標の防衛に成功すれば防衛側の勝利となる。ただし、制限時間経過後も攻撃側が目標エリア内に留まり続けているとオーバータイムとなり、確保が中断されるまではゲーム終了とならない。
花村、ホライゾン・ルナ・コロニー、パリ、テンプル・オブ・アヌビス、ヴォルスカヤ・インダストリーが該当マップ。
エスコート
エスコートルールは「ペイロード」という1つの移動する車両型オブジェクトの進行を巡り両チームが争うルール。
最初の45秒は防衛側の準備時間でリスポーンエリアからマップ内の好きな場所に移動することができる。この間、攻撃側はリスポーンエリア内で待つことになる。
ゲームがスタートすると攻撃側もリスポーンエリアから出撃し、戦闘開始となる。
ペイロードの周囲に攻撃側のヒーローが接近するとペイロードが移動を開始する。ペイロードの移動速度は、護衛する攻撃側のヒーローの数によって、最大3人まで加速する。防衛側がペイロードに接近すると進行を止めることができる。また、攻撃側のヒーローが一定時間ペイロードに接近しないと、ペイロードは少しずつ戻る。攻撃側はペイロードを制限時間内に目的地まで移動させると勝利、防衛側はこれを妨害すると勝利。途中2箇所にチェックポイントがあり、ペイロードが到達すると残り時間が延長され、リスポーンエリアが変更される。制限時間経過時に攻撃側がペイロードの周囲にいるとオーバータイムとなり、攻撃側がペイロードから排除されるまではゲーム終了とならない。なお、ペイロードの近くにいると攻撃側に限り、ライフが少しずつ回復する。
ドラド、ハバナ、ジャンカータウン、リアルト、ルート66、ウォッチポイント：ジブラルタルが該当マップ。
ハイブリッド
アサルトとエスコートのハイブリッドルール。攻撃側は制限時間内に目標地点を確保し、その後ペイロードを目的地まで移動させれば勝利。防衛側はそれを阻止することが目的。
ブリザード・ワールド、アイヒェンヴァルデ、ハリウッド、キングス・ロウ、ヌンバーニが該当マップ。
コントロール
両チームが一つの目標を奪い合う。ゲームスタートは同時で、マップの中央にある目標エリアを100％まで確保するのが目的。
ゲーム開始から30秒後に目標地点がアンロックされ、確保が可能になる。目標エリアに両チームが侵入している時は「ポイント争奪中」と表示される。
敵チームを全て目標エリアから排除した上で、自チームのメンバーが目標エリアに入ると、目標の確保が開始される。アサルトと違い、一度確保を開始すると敵チームが侵入したり、自チームがエリアから出ても確保率が上昇し続ける。
目標の確保を進行しているチームが全て目標から出た上で相手チームが目標に入ると、確保率はそのままで確保が相手チームに移る。
ただし、99％まで確保しても、敵チームが目標エリアに侵入しているとオーバータイムになり確保完了とならない。目標を100％まで確保すると、1ラウンド取得となる。2ラウンド先取したチームが勝利。
釜山、イリオス、漓江タワー、ネパール、オアシスが該当マップ。
スカーミッシュ
特に目的が無いモード。試合開始までの待ち時間に練習を行ったり、マップを探索したりする。Skirmishは「小競り合い」の意味。

### アーケード
特殊ルールで戦うカジュアルなモード。キャプチャー・ザ・フラッグ、エリミネーション、ミステリー・ヒーロー、トータル・メイヘム、ノー・リミット、デスマッチなど期間限定バトルを含む複数のゲームルールから数種類が日ごと、週ごとに入れ替わる。
キャプチャー・ザ・フラッグ
6対6で、敵陣にあるフラッグをキャプチャーして自軍に持ち帰るのが目的。敵陣のフラッグに接触するとフラッグをキャプチャーする。フラッグを持っている状態では壁越しでも敵から位置が見えるようになるため、狙われやすくなる。ライフが0になるか、移動速度がアップしたり・無敵になるスキルを使用するとフラッグを落としてしまう。フラッグを落とすと、その場所から拾って引き継いで運ぶことができるが、5秒間は再取得できない。ただし、落としたフラッグを敵がキャプチャーすると取り戻されたことになり、再び敵陣に取りに行かなくてはならない。3ポイント先取で勝利。
制限時間経過後に同点だった場合はタイブレークになり、フラッグが中心付近に設置された状態でサドンデスになる。
マップはイリオス（ライトハウス、ルーインズ、ウェル）、漓江タワー（コントロールセンター、ガーデン、ナイトマーケット）、ネパール（サンクタム、シュライン、ビレッジ）、オアシス（シティセンター、ガーデンズ、ユニバーシティ）、アユタヤ、釜山（ダウンタウン、サンクチュアリ、メカベース）の合計16種類。
キャプチャー・ザ・フラッグ  - 2017
2017年に実装された旧ルール。現行ルールとの違いは、移動系・無敵になるスキルを使用してもフラッグを落とさない、フラッグのピックアップに2.5秒かかり、ダメージを受けるとキャプチャーを中断する。ゲーム・ブラウザーモードのカスタムマッチでのみプレイ可能。
クイック・プレイ クラシック
クイック・プレイと同様の6人対6人のバトルだが、ロール制限が無い。
ほぼノー・リミット
クイック・プレイと同様の6人対6人のバトルだが、ヒーローの重複制限がない（各ロール4人まで）。
ノー・リミット
クイック・プレイと同様の6対6のバトルだが、ヒーローの重複制限がない。
ミステリー・ヒーロー
クイック・プレイと同様の6対6のバトルだが、ランダムでヒーローが決定される。リスポーン時にもランダムでヒーローが変更される。自殺では変更されないが、アルティメットゲージは0に戻り、タレットなどの設置物もリセットされる。また、コントロールマップではラウンド変更時もヒーローが変更される。
トータル・メイヘム
ライフ量が通常の2倍に、アルティメットのチャージ速度が1.5倍、アビリティの再使用に要するクールダウン時間が約25％になる。マップはハイブリッドとエスコートのみ。
低重力
クイック・プレイと同様の6人対6人のルールだが、マップが全て低重力エリアになっており、ジャンプ時に通常より高く飛べる。
エリミネーション
敵チームを全滅させると勝利となる。リスポーンしない。3本先取。基本は3VS3。
マップはエコポイント：アンタークティカ、ブラック・フォレスト、カスティーヨ、ネクロポリス、アユタヤ（ゲーム・ブラウザーではイリオス、漓江タワー、ネパール、オアシスも使用可能）。
ロックアウト・エリミネーション
敵チームを全滅させると勝利。リスポーンしない。ラウンド勝利時に使用していたヒーローはその後のラウンドでは使用できなくなる。3本先取。3人対3人と6人対6人のルールがある。
ライバル エリミネーション
ロックアウト・エリミネーションのライバル・プレイ版。10戦の認定マッチの後、スキル・レートが決定する。
デュエル
1人対1人の対戦。敵を倒すと勝利。5本先取。使用マップはエリミネーションと同じ。
リミテッド・デュエル
1対1のデュエルだが、使えるヒーローはそのラウンドごとに替わる3キャラから選択する。
ミステリー・デュエル
1対1のデュエルだが、使えるヒーローはランダムに決定される（自分と相手は同じヒーローが選択される）。
デスマッチ
8人で全員が敵となって戦うフリー・フォー・オール（FFA)モード。他のヒーローを倒すと1ポイント獲得し、落下死・自爆では1ポイント失う。20ポイント獲得した時点で試合終了となり、上位4名が勝利になる。デス時のリスポーン地点はランダム。デス時にヒーロー変更ができるが、×ボタンで即座に復活することもできる。
使用マップは花村、ホライゾン・ルナ・コロニー、テンプル・オブ・アヌビス、ヴォルスカヤ・インダストリー、ドラド、アイヒェンヴァルデ、ハリウッド、キングス・ロウ、シャトー・ギヤール、ペトラ。（ゲーム・ブラウザーではイリオス、漓江タワー、ネパール、オアシス、ブラック・フォレスト、カスティーヨ、エコポイント・アンタークティカ、ネクロポリス、ブリザード・ワールドも使用可能）
シャトー・デスマッチ
デスマッチ（FFA）ルールだが使用マップがシャトー・ギヤールのみ。
PETRA デスマッチ
デスマッチ（FFA）ルールだが使用マップがペトラのみ。
ライバル・デスマッチ
デスマッチ（FFA）ルールで使用マップはシャトー・ギヤールとペトラのみ。10戦のスキル認定マッチの後、スキルレートを競い合う。デスマッチの「ライバル・プレイ」版。
ミステリー・デスマッチ
デスマッチ（FFA）ルールだが、使用ヒーローがランダムで決定する。リスポーン時にもヒーローがランダムで変更される。
ヒーロー・ガントレット
デスマッチ（FFA）ルールだが、使用ヒーローが敵を倒すたびに変更され、22人倒すと勝利。最初は全員キャスディから始まりキルを取るたびに、ソルジャー、アッシュ、ファラ、ゲンジ、ハンゾー、ゼニヤッタ、ジャンクラット、メイ、トレーサー、アナ、バスティオン、モイラ、ウィドウメイカー、ソンブラ、ドゥームフィスト、リーパー、ロードホッグ、ラインハルト、ルシオ、マーシー、トールビョーンの順で変更される。
チーム・デスマッチ
4人対4人で2チームに分かれて戦うモード。リザレクトで蘇生した場合はポイントが戻る。30ポイント獲得したチームが勝利。
使用マップは花村、ホライゾン・ルナ・コロニー、テンプル・オブ・アヌビス、ヴォルスカヤ・インダストリー、ドラド、アイヒェンヴァルデ、ハリウッド、キングス・ロウ、シャトー・ギヤール、ペトラ、ブラック・フォレスト、カスティーヨ、エコポイント：アンタークティカ、ネクロポリス。（ゲーム・ブラウザーではイリオス、漓江タワー、ネパール、オアシス、ブリザード・ワールドも使用可能）

#### 期間限定モード
ルシオボール
8月のサマー・ゲームの特殊バトル。3人対3人、ヒーローは全員ルシオで戦う。マップは2016年版では「エスタジオ・デ・ラス」、2017年版では「シドニー・ハーバー・アリーナ」が、2018年版では「釜山スタジアム」が追加された。
サッカーをアレンジした特殊ルールで、ボールを相手のゴールに入れて得点を競うスポーツ。ライフおよび死亡は無い。ルシオの能力は変更されており、メインがパンチでボールを弾く「ストライク」に変更されている。「サウンドウェーブ」でボールを大きく弾き飛ばす。「アンプ・イット・アップ」で一時的に自分のみスピードアップする（「クロスフェード」でヒーリング・ブーストにすることはできない）。2020年版では空中でしゃがむことで、急降下する「ダイブ」が可能に。
2016年版ではアルティメット・アビリティは近くのボールを自分に引き寄せる効果の「サウンド・バリア」。
2017年版以降ではアルティメット・アビリティは一定時間スピードアップする「ターボ・ブースト」に変更された。
フィールド内4箇所とゴールエリアにはオレンジ色に光るジャンプ・パッドが設置されており、この上では大ジャンプが可能。フィールドは天井も含めて透明な壁面で覆われており、ボールが外に出ることは無い。
コパ・ルシオボール
2017年以降の8月の期間限定モード。ルシオボールのライバル・プレイ版。勝利するとライバル・ダストを入手できる。
ルシオボール・リミックス
2020年に追加された期間限定モード。ルシオボールだが、ボールが常時2つあり、さらには3ポイントのボーナスボールも出現する。
ジャンケンシュタインの復讐
10月のハロウィンイベントの特殊バトル。アイヒェンヴァルデをベースにした専用マップのアドラーズブルンの街でAI対4人で協力プレイする。使用できるヒーローはアナ、ハンゾー、マクリー（キャスディ）、ソルジャー76のみ。2018年版ではブリギッテ、ゲンジ、トールビョーン、トレーサー、ウィドウメイカー、ゼニヤッタも使用可能。ジャンケンシュタイン博士の生み出した怪物の群れから街を守る。魔物が扉に接近すると、扉がダメージを受け、この扉が破壊されると敗北となる。ヒーローが死亡しても一定時間後にリスポーンするが、4人が同時に死亡すると敗北。死神（リーパー）や魔女（マーシー）などハロウィンのコスチュームに扮したヒーローが敵として登場する。
ゲームブラウザーのカスタムゲームではヒーロー側の人数の設定（1人から6人）や、全ヒーローを使用可能にできる。
無限ジャンケンシュタイン
2017年の10月に実装された。ジャンケンシュタインのエンドレス版。アナ、ハンゾー、ソルジャー、マクリー（キャスディ）に加え、ゲンジ、トールビョーン、ウィドウメイカー、ゼニヤッタも使用可能。2018年版では、トレーサー、ブリギッテも追加され10人から4人を選択する。扉が破壊されるか、全員が死亡するまで続き、そのスコアを競う。ウェーブ12まで生き残ると勝利。
メイの雪合戦
12月のウィンターイベントの特殊バトル。エコポイント：アンタークティカ（2017年にはブラック・フォレストも追加）にて6人対6人、全員メイで戦う。
メイの能力が変更されており、武器は「雪玉ブラスター」になり、1発発射するとマップ上に点在する雪が積もったポイントで雪を補給（リロード）しないと攻撃ができなくなる。アルティメット・アビリティは「フラーリー」で、一定時間雪玉が撃ち放題になる。凍結ブラスター、ブリザード、近接攻撃は使用不可。
敵の雪玉に当たると1発で退場となる。先に敵チームのメンバー6人を倒したチームがラウンド勝利となる。3ラウンド先取のエリミネーションルール。
雪合戦（デスマッチ）
2019年12月の特殊バトル。メイの雪合戦のデスマッチ版。8人全員が敵のフリー・フォー・オール（FFA）バトルで、15キルを達成したプレイヤーが優勝。能力的にはメイの雪合戦とほぼ同様だが、雪玉が最大3個までストックできるようになっている。また、近接攻撃が「キャッチ」になっており、敵の雪玉を受け止めることができる。
イエティ・ハント
2017年12月のウィンターイベントの特殊バトル。ネパール・ヴィレッジにて メイ（ハンター）5人 対 ウィンストン（イエティ）1人の非対称バトル。
メイ（ハンター）のアルティメットは「イエティ・トラップ」に変更されており、トラバサミを設置し、接触した敵の動きを止める（ブリザードは使用不可）。また、ウィンストン（イエティ）にダメージを与えると味方にイエティの場所が表示される。メイ（ハンター）側はウィンストン（イエティ）を倒すと勝利。
ウィンストン（イエティ）のライフは5000。先に敵チームのメイ（ハンター）を5回倒すと勝利。マップの各地にお肉がおいてある。これを4つ集めると、アルティメットのプライマル・レイジを発動し、一定時間攻撃力が大幅に上昇し、ライフが500回復する。
フリーズソー・エリミネーション
2020年12月のウィンターイベントの特殊バトル。4人対4人で戦う。倒した敵は凍結し、敵全てを凍結させると勝利。凍結した味方の近くでインタラクトキーを長押しすることで、解凍することもできる。3ラウンド先取のエリミネーションルール。
キャプチャー・ザ・ルースター
2017年1月の旧正月イベントの特殊バトル。漓江タワーにて6人対6人で戦う。マップはコントロールセンター、マーケット、ガーデンの3種類からランダムで選択される。
敵陣にある酉（ルースター）の描かれたフラッグをキャプチャー（確保）して、自陣に持ち帰ると1ポイント。ライフが0になるとフラッグを落としてしまうが、仲間が拾って引き継いで運ぶことができる。3ポイント先取で勝利。当初は期間限定だったが、後に「キャプチャー・ザ・フラッグ」として、正式にアーケードモードに実装された。
ライバルCTF
2018年の2月に実施。キャプチャー・ザ・フラッグのライバル・プレイ版。10戦の認定戦後に、ブロンズからグランドマスターまでのクラスに分けられる。
CTF ブリッツ
2020年に実装された新ルールのCTF。よりハイスピードになっている。フラッグの設置位置が敵陣に近くなっている。6ポイント先取。
任務アーカイブ
オーバーウォッチの過去の事件を紐解くイベント。4人のプレイヤーが協力プレイでAIキャラクターと戦う（PVE:Player vs. Enemy）イベント。難易度はNORMAL、HARD、EXPERT、LEGENDARYから選択できる。全員戦闘不能になるとミッション失敗。このゲームに限り、戦闘不能になった仲間の近くに留まることで、蘇生させることができる。ストーリーモードでは使用できるヒーローは固定だが、制限のない「全ヒーロー」モードもある。2020年にはさらに特殊な「チャレンジ任務」が追加された。
アップライジング
2017年4月の特殊バトル。キングス・ロウにてラインハルト、トレーサー、トールビョーン、マーシーの4人が出撃する。反乱を起こしたヌルセクターの軍団を倒しつつ、対空砲をハッキングして無力化し、ペイロード降下させ、敵拠点のターゲットを排除する。バスティオンやOR-14なども敵として登場する。
モルテン・コア
敵を倒すとマグマをまき散らす。マグマの上に乗るとダメージを受ける。
グラスキャノン
ヒーローのライフが低下し、代わりにダメージが増加する。
レトリビューション
2018年4月の特殊バトル。リアルトにてレイエス（リーパー）、マクリー（キャスディ）、ゲンジ、モイラの4人が出撃する。タロンの軍団と戦い敵拠点から脱出する。
サージカル・ストライク
クリティカルヒットでしか攻撃できない。
クロース・クォーター
遠距離の敵に攻撃できない。
ストーム・ライジング
2019年4月の特殊バトル。ハバナにてトレーサー、ゲンジ、ウィンストン、マーシーの4人が出撃する。タロンの兵士を倒しつつマクシミリアンを追跡する。
ブラッドムーン・ライジング
サポートロールのヒーロー使用不可。敵にダメージを与えると自分のライフを回復できる。
ストーム・レイジング
一部の敵が激昂状態になっている。

### ライバル・プレイ
プレイヤーレベルが25になると解放されるモード。6対6で「アサルト」「エスコート」「ハイブリッド」「コントロール」の4種類のバトルのいずれかを行う。他のゲームでの「ランクマッチ」に相当する競技用モードで、公式大会などでもこのルールが使用される。新キャラクターや新マップなどはプレイヤーの間で戦略を検討する時間が必要があるという理由から、他のモードよりも遅れて実装される。
1チームのロールが「2：2：2」固定の「ロールキュー」と、無制限の「オープンキュー」の2つのモードがある（オープンキューとロールキューの混合での対戦は行われない）。
クイック・プレイなど他のモードでは1ラウンドで終了するが、ライバル・プレイでは攻撃サイドと防御サイドで最低でも2ラウンドがセットで行われ、マッチの途中で退出するとペナルティを受ける。
選択されるマップはランダムだが、パリとホライゾン・ルナ・コロニーは対象外。
アサルト
アサルトルールでは支配下に置いた目標の数でポイントが決定する（目標の2箇所を支配すれば2ポイント、1箇所も支配できなければ0ポイント）。攻守を入れ替えて1戦ずつ行い、ポイントの多い方が勝利となる。
両チームとも同じポイントだった場合は確保率の％が多い方にポイントが追加され勝利となる（ただし、最低33％の確保率が必要）。
両チームとも目標Aの確保率が33％に満たない場合、両チームとも目標Aを確保し目標Bの確保率が33％に満たない場合はドロー（引き分け）となる。
両チームともに目標Bを制圧した場合はタイブレークとなる。それぞれのチームが目標制圧した時の残り時間が与えられ、3ラウンド、4ラウンド目に突入する。残り時間内で目標を制圧しポイントを競う。
エスコート
エスコートルールはペイロードをどこまで動かしたかで勝敗が決定する。後攻時には先攻チームのペイロードの位置が表示され、先攻よりもペイロードを動かした時点で勝利が確定しマッチ終了となる。
両チームともゴールまで運んだ場合は、タイブレークとなる。それぞれのチームがゴールした時の残り時間が与えられ、3ラウンド、4ラウンド目に突入する。残り時間内でペイロードの移動距離を競う。
両チームともペイロードの移動距離が0の場合はドロー（引き分け）となる。
ハイブリッド
ハイブリッドルールはアサルトとエスコートの混合ルールになる。目標Aを確保し、ペイロードの移動距離を競う。
コントロール
コントロールルールでは攻守交替が無く、クイック・プレイと同様のルールとなる。
まずはスキル（腕前）認定マッチを行う（ロールキューは各5戦、オープンキューは10戦）。スキル認定マッチの後、プレイヤーのスキル・レート（SR）が1～5000までの間で決定する。これに応じてブロンズ、シルバー、ゴールド、プラチナ、ダイヤモンド、マスター、グランドマスターの7つのティア（クラス）に分けられる。SRは勝つと増加、負けると減少する。レートはロールごとに認定される。
スキル・レートに差がありすぎるとグループを組んでライバル・プレイに参加できない。
シーズン終了時にスキル・ランクに応じて報酬のライバル・ダストが獲得できる。ライバル・ダストは武器をゴールデンカラーにするために使用できる。1シーズンは2ヶ月間。

### ゲーム・ブラウザー
ルールを自由に設定してプレイできるモード。使用するマップ、ヒーローの使用制限、ライフやアビリティのクールダウン時間や威力、使用できるスキルなどを細かく設定できる。操作キャラクターをAIにすることも可能（アサルト、エスコート、アサルトエスコート、コントロールのみ）。また、フレンドを招待することも可能。既に誰かが作成したオリジナルルールのルームを検索して参加することもできる。
ワークショップ
オリジナルのゲームモードを作成できる機能。スクリプトエディターによってゲーム内のルールを変更することができる。作成したモードはシェアすることができ、他のプレイヤーはゲーム設定コードをインポートすることで利用可能になる。

### エクスペリメンタル
開発チームが提案した新しいゲーム環境のテスト用モード。2020年2月から実装された。常設ではなく、不定期に実施される。ヒーローごとの細部のバランス調整の時もあれば、ゲームシステムの変更が入る時もある。
例えば「トリプルダメージ」では1タンク、3ダメージ、2サポートという構成になり、その代わりタンクの性能が向上している。

### トレーニング
練習用のモード。
チュートリアル
ソルジャー76を使用して基本操作を学ぶ。
練習場
トレーニング・ボットを相手に自由に武器やアビリティを使って練習できる。トレーニング・パートナーを選ぶことで他のヒーローを標的にすることもできる。
対AIトレーニング
6人で協力してAIの操作するヒーローと戦う。通常の対人戦よりは少ないがXPを獲得することもできる。

### その他のモード
ヒーロー・ギャラリー
ヒーローのキャラクターモデルを鑑賞できる。また、入手したアイテムを装備させたり、ヒーロー・ダストやライバル・ダスト（いずれもゲーム内通貨）を使用してアイテムを購入することもできる。
トレジャー・ボックス
入手したトレジャー・ボックスを開封してアイテムを入手する。ショップ（PlayStation Storeやニンテンドーeショップ）でトレジャー・ボックスを購入することもできる。
オーバーウォッチ リーグ
「オーバーウォッチ・リーグ」に所属しているプロチームユニフォームと同じスキンを専用のトークンで購入できる（通常のトレジャー・ボックスからの入手や、ヒーロー・ダストは使用不可）。また、試合のスケジュールを確認できる。試合中はライブ中継で観戦できる。日本国外ではトークンを追加購入できるが、日本では法令の関係でトークンは購入できず、最初に配布される100のみ使用可能。
ハイライト
今日のプレイで活躍した場面が自動的に録画されたものや、キャプチャーボタンで録画したものを再生することができる。自動録画は24時間で消去されるが、保存することもできる（スイッチ版は録画非対応）。
ソーシャル
フレンドや最近一緒にプレイしたプレイヤーの情報を閲覧する。フレンドがオンラインの時はグループを組んだり、プレイ中のゲームに参加したりできる。
最近一緒にプレイしたプレイヤーを表示し、フレンド依頼を送ることもできる。悪質なプレイヤーへの通報や味方としてプレイすることを回避することもできる。
戦績
自分の戦績を閲覧できる。戦績はヒーローごとに表示される。リプレイの閲覧、プレイヤー・アイコンの変更も行える。
オプション
画面表示やサウンド、キーアサインなどの設定を変更できる。
パッチノート
アップデート内容のパッチノートを表示する。

## 舞台
未来世界（21世紀中頃）の世界各地が舞台となっている。オムニックと呼ばれるロボットやサイボーグが存在する。発売日時点でのマップは全部で12種類だったが、発売後に14種類が追加されて、合計26種類になった（期間限定マップ・特殊マップを含めると35種類）。

### アサルト用マップ
花村 (ハナムラ / Hanamura)
日本の東京にある城下町。シマダ一族の拠点がある。ルールはアサルト。攻撃側はゲームセンターから出て、ラーメン屋などがある城下町を抜け、花村城跡地の釣鐘のある目標Aを占領し、島田城内の目標Bを占領すると勝利。
デスマッチでは城門から目標A、B周辺のみを使用。
 ホライゾン・ルナ・コロニー (Horizon Lunar Colony)
星际旅程（ルチェンインターステラー / Lucheng Interstellar）社が建造した月面の研究施設。人類が宇宙に長期滞在した際の影響を調べるためにウィンストン、ハモンドといった動物と研究者が滞在していた。エアロックから外に出ると低重力のエリアになる。攻撃側は展望台から出て、目標A（トレーニングファシリティ）を目指し、その後は水耕部屋を通って目標Bを目指す。
デスマッチでは目標AとBの周辺エリアのみを使用。
 パリ (Paris)
フランスの都市のパリ。ゲームルールはアサルトで攻撃側は「CABARET LUDA」から出て、エッフェル塔の見える広場前の目標Aを目指し、メゾンマラーの像の前の目標Bを目指す。セーヌ川に落ちるとデスとなる。
デスマッチでは目標Bのメゾンマラー内のみ使用。
 テンプル・オブ・アヌビス (Temple of Anubis)
エジプトのギザにあるアヌビス寺院。ルールはアサルト。攻撃側は装甲車から出て門を抜け、目標Aを占領し、ファラオ像の前の目標Bを占領する。
デスマッチでは目標AとB周辺のみ使用。
 ヴォルスカヤ・インダストリー (Volskaya Industries)
ロシアのサンクトペテルブルクにある軍需企業ヴォルスカヤ・インダストリー。ゲームルールはアサルトで攻撃側は書庫から出て目標A、目標Bの占領が目的。
デスマッチでは門から目標A、B周辺のみを使用。

### エスコート用マップ
ドラド (Dorado)
メキシコの海沿いの街。ゲームルールはエスコート。攻撃側はミシオン・ドラドから出て、中央広場を通り、ドラド銀行前を抜け、ルメリコ社の新型発電所のルメリコ・ジグラットまでペイロードを移送する。ただし、参考にしたのがイタリアのマナローラの街だったため、ユーザーからは疑問の声が上がった。
デスマッチではチェックポイント1と2の間のエリアを使用。
 ハバナ (Havana)
地上の楽園と言われるキューバのハバナ。タロンの幹部マクシミリアンの隠れ家があり、6年前の「ストーム・ライジング」事件の舞台となった場所。ゲームルールはエスコートでTALLER DE SEBASTIÁNのガレージからドン・ラムボティコのラム蒸留所内にあるタロンの隠れ家を経由し、ハバナ・シーフォートへトラックを移送する。
 ジャンカータウン (Junkertown)
オーストラリアにある街。かつてはアウトバックと呼ばれていたが、オムニックとオーストラリア解放戦線との戦いでオムニウム融合炉が爆発し、瓦礫の山になった。生き延びた人々はオムニウムの残骸をあさって暮らしており、女王が統治するジャンカータウンとなった。ゲームルールはエスコートで、ジャンクラットとロードホッグの用意した土産の乗ったペイロードを女王の元へ輸送する。第1エリアは街外れのロードホッグの農場。第2エリアはジャンカータウンの中心地で様々な店が立ち並ぶ。第3エリアはスクラップヤードの闘技場で、巨大なタービンが回っている。
 リアルト (Rialto)
イタリアのヴェネツィアにある美しい観光都市。テロ組織タロンの武器商人アントニオの拠点をブラックウォッチが襲撃した「ヴェネツィア事件」の舞台になった場所。ゲームルールはエスコート。ガレリア・ダルテ・オミカ（地元のアートギャラリー）から木箱の積まれたペイロードを輸送する。河に落ちるとデスになる。
 ルート66 (Route 66)
アメリカ南西部の国道66号線。エスコートルールでペイロードを運搬する。攻撃側はパノラマダイナーを出て、トレインジャックにより脱線した列車から道路沿いに進行していく。かつてキャスディが所属していたデッドロックギャングの根城がある。
 ウォッチポイント：ジブラルタル (Watchpoint: Gibraltar)
ジブラルタル海峡のオーバーウォッチの拠点。エスコートルールで、攻撃側はウィンストンの研究所から出て、建物の中を通ってドローンのペイロードを発射場まで運搬する。

### ハイブリッド用マップ
ブリザード・ワールド (Blizzard World)
アメリカのカリフォルニアにあるという設定のブリザードのテーマパーク。『ウォークラフト』、『スタークラフト』、『ディアブロ』などのエリアに分かれている。攻撃側はハースストーンの酒場から出て目標Aを確保後ペイロードをSFチックなスタークラフトエリア、そして最終目的のディアブロエリアまで護衛する。
デスマッチではスタークラフトエリアのみ使用。
 アイヒェンヴァルデ (Eichenwalde)
ドイツのシュトゥットガルト郊外にあるアイヒェンヴァルデ城。ゲームルールはハイブリッド。攻撃側チームは目標Aを占領し、破城槌のペイロードをエスコートし、アイヒェンヴァルデ城内の玉座のバルデリッヒの遺骸を目指す。
デスマッチでは目標A後の城門から、チェックポイントの城門までの間のエリアのみを使用する。
 ハリウッド (Hollywood)
アメリカの映画スタジオ。ルールはハイブリッド。攻撃側は映画館から出てグリッチボット監督の乗っている黒塗りのペイロードを護送する。西部劇のセットのあるエリアを抜けるとSF映画のセットを抜けVIPエリアまで護送すると攻撃側の勝利。
デスマッチでは西部劇エリアを使用。
 キングス・ロウ (King's Row)
イギリスのロンドンの街。ルールはハイブリッド。攻撃側は大聖堂から出て、ホテルのあるエリアの時計台広場の目標Aを占領し、ペイロードを発電所まで護送する。
デスマッチでは広場から発電所前までのエリアのみ使用。
 ヌンバーニ (Numbani)
ナイジェリアの辺りの国。国際的な科学都市で人とオムニックが融和し暮らしている。ルールはハイブリッド。攻撃側はアダウェ国際空港からスタートし、ビル街を抜けてペイロードを確保し、ヌンバーニ遺産博物館へと護送するのが目的。
発売当初はペイロードにガントレットが収納されていたが、ドゥームフィストが空港を襲撃し、ガントレットを奪ったというストーリーが発表され、それに伴い空港が破壊され、ペイロードに収納されたガントレットが消失するという変更が加えられた。

### コントロール用マップ
コントロール用マップはマップ中央に目標エリアがある。チャプチャー・ザ・フラッグ（CTF）でも使用されるが、その場合は若干構成が変更されている。また、ゲーム・ブラウザーでのカスタムマッチではエリミネーションでも使用可能（釜山を除く）。
 釜山 (Busan)
D.Vaの故郷である韓国の釜山。ゲームルールはコントロールで、以下の3種のマップがある。コントロールでは昼だが、CTFでは夜。
ダウンタウン (Down Town) - 釜山の繁華街。PCバンまたはカラオケ屋から出て、釜山駅前のコントロールポイントを奪い合う。路面電車の線路に落ちるとデスになる。
サンクチュアリ (Sanctuary) - いにしえの寺院。中央の太鼓のある聖域を奪い合う。
メカベース (MEKA Base) - MEKA部隊（Mobile Exo-force of the Korean Army)の基地。CTFでは使用されない。
 イリオス (Ilios)
ギリシャのサントリーニ島。ゲームルールはコントロールで、以下の3種類のマップがある。
ライトハウス (Lighthouse) - 狭い路地の入り組んだ家や商店を通って、崖の上の灯台を占領する。マップ外縁に落下するとデスになる。
ウェル (Well) - マップの中央に大きな穴と外縁部に落下するとデス扱いになる。
ルーインズ (Ruins) - ギリシア建築の遺跡。マップ外縁部に落下するとデスになる。
 漓江タワー (Lijiang Tower)
中国に建造された高層ビル。以下の3種類のマップがある。コントロールでは夜だが、CTFでは昼間。
ナイトマーケット (Night Market) - 食堂が立ち並ぶ市場。
ガーデン (Garden) - 橋を渡った中央の楼閣を争奪する。
コントロールセンター (Control Center) - 星际旅程の施設内部の上層階で戦う。
 ネパール (Nepal)
ネパールの雲上都市。オムニック僧が作ったシャンバリ寺院の拠点があり、ゼニヤッタもかつてここに所属していた。マップは以下の3種類がある。コントロールでは昼間だが、CTFでは夜。
ヴィレッジ (Village) - 小さな家が多数存在する村落。中央の家を奪い合う。
シュライン (Shrine) - 中央の寺院のエリアを奪い合う。
サンクタム (Sanctum) - 建物の中にある中央の聖室エリアを奪い合う。目標エリアの周辺には穴が開いている。
 オアシス (Oasis)
イラクの科学者たちによってアラビア砂漠に建設された楽園都市。ゲームルールはコントロール。以下の3種類のマップがある。
シティセンター (City Center) - 街の中心地。中央の円形のセンターを奪い合う。ジャンプパッドに乗ると大ジャンプする。道路には車が走っており接触すると即死する。
ガーデンズ (Gardens) - 水辺の建物が舞台。中央のガーデンを奪い合う。両サイドに落下するとデス扱いになる。
ユニバーシティ (University) - 大学が舞台。中央のホールを奪い合う。横に落下するとデス扱いになる。

### エリミネーション用マップ
エリミネーション用のアリーナマップはどれも狭く、戦闘が発生しやすくなっている。チーム・デスマッチでも使用される。
 ブラックフォレスト (Black Forest)
ドイツのアイヒェンヴァルデ近郊の黒い森。マップ外縁に落下するとデスになる。エリミネーション用マップ。
 カスティロ (Castillo)
ドラド湾に面した要塞。ソンブラの拠点がある。マップ外縁に落下するとデス扱い。エリミネーション用マップ。Castilloはスペイン語で「城」の意味。
 エコポイント：アンタークティカ (Ecopoint: Antarctica)
オーバーウォッチが異常気象の原因を探るために設置した南極の観測所。メイがかつて働いていた場所。チーム1は宿舎が、チーム2は研究室が開始地点。エリミネーション用マップ。
 ネクロポリス (Necropollice)
エジプトでアナの隠れ家だったエリア。マップ中央部の穴と低い方の外縁に落下するとデスになる。エリミネーション用マップ。

### デスマッチ用マップ
シャトー・ギヤール (Château Guillard)
デスマッチ、チーム・デスマッチ専用マップ。アヌシー近くに位置するウィドウメイカーの居城。マップ外縁に落下するとデスになる。ジャンプパッドも設置されている。
 鉄坂（カネザカ / Kanezaka）
デスマッチ、チーム・デスマッチ専用マップ。日本の花村の城下町という設定。狭い路地にはもちの陶芸教室や猫カフェ、ごう山ラーメンなどのお店が立ち並ぶ。
 マレヴェント (Malevento)
デスマッチ、チーム・デスマッチ専用マップ。イタリアの小高い丘の上に位置する田舎町。町の中央にはマレヴェント大聖堂がある。タロンの秘密基地がある。
 ペトラ (Petra)
デスマッチ、チーム・デスマッチ専用マップ。ヨルダンにある遺跡の発掘現場。多層構造になっており、ジャンプパッドも設置されている。マップ中央にはライフパックが置かれているが、その周囲は崩れる床になっている。

### その他のマップ
チュートリアル (Tutorial)
チュートリアルモードの専用マップ。アテナの指示に従ってソルジャー76で基本操作を学習する。
 練習場 (Practice Range)
練習場の専用マップ。多数のトレーニング・ボットがおり、武器やアビリティを用いた練習ができる。
 エスタジオ・デ・ラス (Estadio das Ras)
期間限定モードのルシオボール専用マップ。リオデジャネイロにあるスタジアム。
 シドニー・ハーバー・アリーナ クラシック (Sydney Harbour Arena Classic)
期間限定モードのルシオボール専用マップ。「サマー・ゲーム2017」で追加された。スタジアムの外にはシドニーハーバーブリッジやシドニー・オペラハウスが見える。
 シドニー・ハーバー・アリーナ (Sydney Harbour Arena)
期間限定モードのルシオボール専用マップ。「サマー・ゲーム2020」で改修された。コースの真ん中に壁が追加。
 釜山スタジアム クラシック（Busan Stadium Classic）
期間限定モードのルシオボール専用マップ。「サマー・ゲーム2018」で追加。釜山にあるスタジアム。
 釜山スタジアム（Busan Stadium）
期間限定モードのルシオボール専用マップ。「サマー・ゲーム2020」で改修され、柱や壁が追加された。
 アユタヤ (Ayutthaya)
キャプチャー・ザ・フラッグ用マップ。タイにあるアユタヤ遺跡。
エリミネーションでも使用される。
ワークショップ・チェンバー (Workshop Chamber)
狭い格納庫内のようなマップ。カスタム・ゲームのワークショップ専用マップ。
ワークショップ・エクスパンス (Workshop Expanse)
非常に広い正方形の島。外縁から海に落下するとデスになる。カスタム・ゲームのワークショップ専用マップ。
ワークショップ・グリーンスクリーン (Workshop Green Screen)
箱の中のようなマップ。床も壁面もグリーンのため、動画合成に向いている。カスタム・ゲームのワークショップ専用マップ。
ワークショップ・アイランド (Workshop Island)
狭い正方形の島。外縁から湖に落下するとデスになる。カスタム・ゲームのワークショップ専用マップ。

## 開発
2013年に開発開始。ジェフ・キャプランはそれまで『タイタン』というMMORPGを開発していたが、諸事情で開発中止になった。キャプランを筆頭とする『タイタン』の開発スタッフはこの失敗を認めつつも、新しいプロジェクトに取り組むことにした。
従来のブリザードはファンタジー世界を舞台にすることが多かったが、ファンタジーはやりつくしたと考えたことから、今回は未来の地球を舞台にすることにした。キャプランはこの新しいゲームで「チームワーク」を重視し、「誰でもヒーローになれるゲーム」を目指した。キャラクターデザインは多様性を重視し、マッチョで力強いラインハルト、美女のシンメトラなど世界各国の老若男女がデザインされ、自分のやりたいヒーローが見つかるように工夫されている。キャラクターデザイナーのアーノルド・ツァンは「ウドン・エンターテイメント」でカプコンと仕事をしたこともあり、『ストリートファイター』シリーズの影響を受けている。
開発スタッフはブリザードのベテランのスタッフに加え、同社初のFPSということで他社で『ダークフォース』『メダル・オブ・オナー』『バイオショック インフィニット』といったゲームを制作したスタッフを雇用している。
オーバーウォッチの発表時、多くの人が『Team Fortress 2』と比較した。ジェフ・キャプランは「『Team Fortress 2』からの明らかなインスピレーションがゲームにあるが、明らかに何か違うものである」と語った。
また、PC版とPS4版と同時に発売するというこれもブリザードにとっては初めての経験から、同じ「アクティビジョン・ブリザード」グループで『コール オブ デューティ』シリーズの制作チームもサポートに入ったり意見交換を行ったりしている。
開発スタッフは2人対2人から12対12まで様々な人数での対戦環境でテストを行った結果、チームプレイが行いやすく、初心者と熟練者の腕の差が出にくい人数として6人対6人が最適だと考えられた。当初はオブジェクティブルールの4モードだけだったが、アーケードモードを実装したことでエリミネーション、キャプチャー・ザ・フラッグ、デスマッチといったモードが追加されるようになった。

## 沿革
2015年まで
- 2013年 - 開発開始。
- 2014年
  - 4月9日 - ブリザード・エンターテインメントが「オーバーウォッチ」の商標を登録。ゲームメディアは新作ゲームのタイトルではないかと推測。
  - 11月7日 - ブリザード・エンターテインメントが北アメリカのアナハイムで開催したイベント「ブリズコン2014」にて制作発表。登場するヒーローは「リーパー」「トレーサー」「ハンゾー」「ファラ」「トールビョーン」「ウィドウメイカー」「バスティオン」「ラインハルト」「ウィンストン」「マーシー」「シンメトラ」「ゼニヤッタ」の12人。
- 2015年
  - 3月7日 - PAX East 2015で新ヒーロー「ザリア」「マクリー（キャスディ）」発表。
  - 7月8日 - 新ヒーロー「ソルジャー76」発表。
  - 8月5日 - Gamescom 2015にて新ヒーロー「ルシオ」発表。
  - 9月24日 - 新ヒーロー「ロードホッグ」「ジャンクラット」発表。
  - 10月27日 - 北米地区でPC版の第1回クローズドβテストが開始。
  - 11月6日 - 「ブリズコン2015」にて新ヒーロー「D.Va」「メイ」「ゲンジ」が発表され、発売時に登場する全21人のヒーローが出揃う。
  - 11月9日 - スクウェア・エニックスがPlayStation 4用日本語吹き替え版を2016年春に発売すると発表。

2016年
- 2月9日 - 北米地区でPC版の第2回クローズドβテスト開始。新ルール「コントロール」追加。
- 4月14日 - スクウェア・エニックスが日本語吹き替え版に参加する声優を公表[12]。
- 5月3日～10日 - オープンβテストを実施。PS4版はPlayStation Networkのアカウント所持者であれば誰でも参加可能。PC版は5月3日と5月4日は、4月29日までにBattle.netで予約購入したユーザーとそのユーザーから招待コードを受け取ったユーザーに限定されていた[43]。当初は9日までの予定だったが、多くのプレイヤーが参加してくれた感謝の気持ちとして1日延長された。参加者は全世界合計970万人に達し、『スター・ウォーズ バトルフロント (2015)』の記録を破りゲーム史上最大規模となった[44]。
- 5月24日 - 発売、正式サービス開始。
- 6月15日 - プレイヤー数が全世界で1000万人を突破したと発表される[45]。
- 6月29日 - 新ゲームモード「ライバル・プレイ」追加[46]。
- 7月22日 - 新ヒーロー「アナ」追加。
- 8月2日～8月22日 - オリンピックを題材にした期間限定イベント夏の祭典「サマー・ゲーム」実施。
- 9月1日 - 新マップ「アイヒェンヴァルデ」追加。
- 10月6日～16日 - バナナカルチャー主催の国際大会「APAC Premier」が中国の上海で開催される。ヨーロッパのチームが優勝。
- 10月12日～11月1日 - ハロウィンを題材にした期間限定イベント「ハロウィンテラー」実施。プレイヤー数が全世界で2000万人を突破したと発表される。
- 11月4日～5日 - 北米アナハイムにてブリズコン2016が開催。ブリザードが2017年にプロリーグ「オーバーウォッチ・リーグ」を発足させると発表。「オーバーウォッチワールドカップ」が開催され、韓国のチームがロシアのチームを破り優勝。
- 11月16日 - 新ヒーロー「ソンブラ」、新ゲームモード「アーケード」と「エリミネーション」、新マップ「エコポイント：アンタークティカ」追加[47]。
- 12月14日～2017年1月3日 - クリスマスを題材にした期間限定イベント「ウィンターワンダーランド」実施。

2017年
- 1月4日 - 新マップ「オアシス」追加。『ディアブロ』20周年記念のアイコン、スプレー追加。
- 1月24日～2月13日　旧正月・酉年を題材にした期間限定イベント「イヤー・オブ・ルースター」実施。限定スキンには西遊記など中国神話を題材にしたものが登場。
- 1月27日 - 総プレイヤー数が全世界で2500万人を突破したと発表される。
- 2月12日 - 日本の千葉幕張メッセの闘会議2017で「オーバーウォッチ国内最強決定戦」が開催される。優勝はRNG5。
- 3月21日 - 新ヒーロー「オリーサ」追加。
- 4月12日～5月2日 - 7年前のキングス・ロウの反乱を題材にした期間限定イベント「アップライジング」実施。
- 4月29日 - 総プレイヤー数が3000万人を突破したと発表される。
- 5月24日～6月13日 - 発売一周年記念イベント「オーバーウォッチ アニバーサリー」開催。
- 5月24日 - PlayStation Storeにて『オーバーウォッチ ゲームオブザイヤー・エディション』がダウンロード販売開始。
- 6月21日 - 新マップ「ホライゾン・ルナ・コロニー」追加。
- 7月28日 - 新ヒーロー「ドゥームフィスト」追加。
- 8月9日～8月29日 - 期間限定イベント「サマー・ゲーム2017」開催。
- 8月30日 - 新モード「デスマッチ」「チーム・デスマッチ」とデスマッチ専用の新マップ「シャトー・ギヤール」追加。
- 9月20日 - 新マップ「ジャンカータウン」追加。
- 10月11日～11月2日 - 期間限定イベント「ハロウィン・テラー2017」開催。
- 10月17日 - 累計プレイヤー数が3500万人を突破したと発表される。
- 11月3日 - ブリズコン2017が開催。オーバーウォッチワールドカップは韓国が優勝。
- 11月17日 - 新ヒーロー「モイラ」追加。
- 12月13日～2018年1月2日 - 期間限定イベント「ウィンターワンダーランド2017」開催。

2018年
- 1月11日 - 「オーバーウォッチ・リーグ」のシーズン1開始。
- 1月24日 - 新マップ「ブリザード・ワールド」、新スキン、新エモート等が約100種類追加。
- 2月9日～3月6日 - 戌年を題材にした期間限定イベント「イヤー・オブ・ドッグ」開催。CTFに専用マップ「アユタヤ」追加。
- 3月21日 - 新ヒーロー「ブリギッテ」追加。
- 4月11日～5月1日 - 期間限定イベント「オーバーウォッチ アーカイブ」にてCO-OPイベント「レトリビューション」開催。「アップライジング」も期間限定で復活。
- 5月4日 - 新マップ「リアルト」追加。
- 5月9日～5月22日 - ピンクリボンチャリティーのスキン「ピンク・マーシー」登場。この収益は1,270万3,828ドル（約14億円）にのぼり、全て乳がん研究基金（BCRF）に寄付される[48]。
- 5月15日 - 全世界の累計プレイヤー数が4000万人を突破したと発表される。
- 5月23日～6月12日 - 発売2周年記念の「オーバーウォッチ アニバーサリー 2018」開催。期間内は今までの期間限定アイテムや、イベント専用バトルが復活する。新マップ「ペトラ」追加。
- 6月27日 - 「グループ検索」と「推薦」機能追加。
- 7月25日 - 新ヒーロー「レッキング・ボール」追加。
- 8月10日～8月31日 - 期間限定イベント「サマー・ゲーム2018」開催。
- 8月28日～9月11日 - 期間限定イベント「ナノ・コーラ」チャレンジ実施。
- 9月12日 - 新マップ「釜山」追加。
- 10月10日～11月1日 - 期間限定イベント「ハロウィン・テラー2018」開催。
- 11月3日 - ブリズコン2018開催。オーバーウォッチワールドカップは3年連続で韓国が優勝。
- 11月14日 - 新ヒーロー「アッシュ」追加。
- 12月12日～2019年1月3日 - 期間限定イベント「ウィンター・ワンダーランド2018」開催。

2019年
- 1月9日～22日 - 期間限定イベント「アナのバステト・チャレンジ」実施。
- 1月25日～2月19日 - 亥年を題材にした旧正月の期間限定イベント「イヤー・オブ・ピッグ」開催。新スキンには三国志を題材にしたものが追加。
- 2月20日 - 新マップ「パリ」追加[49]。
- 3月20日 - 新ヒーロー「バティスト」追加。
- 4月17日 - 5月7日 - 期間限定イベント「オーバーウォッチ アーカイブ」にてCO-OPイベント「ストーム・ライジング」実施。「レトリビューション」「アップライジング」も期間限定で復活。
- 5月8日 - 新マップ「ハバナ」追加。
- 5月22日 - 6月11日 - オーバーウォッチの3周年を祝う「オーバーウォッチアニバーサリー 2019」開催。期間内は今までの期間限定アイテムや、イベント専用バトルが復活する。ゲームルールを細かく設定できるスクリプトエディタ「ワークショップ」追加[50]。
- 6月19日 - 7月2日 - 期間限定イベント「バティストのリユニオン・チャレンジ」実施。
- 7月17日 - 8月6日 - 期間限定イベント「サマー・ゲーム2019」開催。ルシオボール以外にもウィークリーチャレンジが追加[51]。
- 8月14日 - 新ヒーロー「シグマ」追加[52]。ライバル・プレイにてタンク：ダメージ：サポートを1チーム2人ずつで固定する「ロール・キュー」システムのベータテストが実施[53]。
- 9月4日 - ロール・キューシステムがクイック・プレイとライバル・プレイに正式実装。
- 9月18日～10月1日 - LEGOとのコラボイベント「バスティオンのブロック・チャレンジ」実施。
- 10月16日 - Nintendo Switch版が発売。
- 10月16日～11月5日 - 期間限定イベント「ハロウィン・テラー2019」開催。
- 11月2日 - シリーズ第2作『オーバーウォッチ2』発表。
- 11月13日 - 12月3日 - 期間限定イベント「マーシーのリコールチャレンジ」実施。
- 12月11日 - 2020年1月3日 - 期間限定イベント「ウィンターワンダーランド2019」開催。

2020年
- 1月17日 - 2月5日 - 子年を題材にした旧正月の期間限定イベント「イヤー・オブ・ラット」開催。
- 2月26日 - 新モード「エクスペリメンタル」追加。
- 2月26日～3月10日 - 期間限定イベント「アッシュのマルディグラ・チャレンジ」実施。
- 3月13日～4月3日 - 期間限定イベント「オーバーウォッチ・アーカイブ2020」開催。去年までの「任務アーカイブ」に新たに「チャレンジ任務」が追加。
- 4月15日 - 新ヒーロー「エコー」追加。
- 5月20日～6月10日 - 期間限定イベント「オーバーウォッチ アニバーサリー2020」開催。
- 7月13日 - サウンドトラック「Overwatch: Cities & Countries」配信開始。
- 7月15日～7月27日 - 期間限定イベント「シグマのマエストロ・チャレンジ」実施。
- 8月5日～8月26日 - 期間限定イベント「オーバーウォッチ サマー・ゲーム2020」開催。
- 9月16日～9月29日 - 期間限定イベント「トレーサーのコミック・チャレンジ」開催。
- 10月13日～10月20日 - Nintendo Switch版がいっせいトライアルに。期間中はNintendo Swtich Online加入者は無料でプレイできる。
- 10月14～11月4日 - 期間限定イベント「オーバーウォッチ ハロウィン・テラー2020」開催。ジャンケンシュタインモードに「チャレンジ任務」が追加。
- 11月18日～12月1日 - 期間限定イベント「シンメトラのレストレーション・チャレンジ」開催。
- 12月16日～1月6日 - 期間限定イベント「オーバーウォッチ ウィンター・ワンダーランド2020」開催。新モード「フリーズソー・エリミネーション」追加。

2021年
- 1月13日 - デスマッチ用新マップ「カネザカ」追加。
- 1月13日～26日 - 期間限定イベント「カネザカ・チャレンジ」開催。
- 2月5日～26日 - 期間限定イベント「イヤー・オブ・オックス」開催。新モード「バウンティ・ハンター」追加。
- 3月10日～23日 - 期間限定イベント「ぱちまーち・チャレンジ」開催。
- 4月7日～27日 - 期間限定イベント「オーバーウォッチ アーカイブ2021」開催。
- 5月19日～6月9日 - 5周年記念イベント「オーバーウォッチ アニバーサリー2021」開催。
- 7月21日～8月10日 - 期間限定イベント「オーバーウォッチ サマー・ゲーム2021」開催。
- 9月29日 - デスマッチ用新マップ「マレヴェント」追加。
- 10月13日～11月2日 - 期間限定イベント「オーバーウォッチ ハロウィン・テラー2021」開催。
- 10月27日 - マクリーの名称をキャスディに変更。
- 12月17日～1月6日 - 期間限定イベント「オーバーウォッチ ウィンター・ワンダーランド2021」開催。

2022年
- 1月26日～2月15日 - 期間限定イベント「オーバーウォッチ 旧正月2022 イヤー・オブ・タイガー」開催。
- 4月6日～4月26日 - 期間限定イベント「オーバーウォッチ アニバーサリー・リミックス：ボリューム1」開催。
- 5月18日～6月7日 - 期間限定イベント「オーバーウォッチ アニバーサリー・リミックス：ボリューム2」開催。
- 8月10日～8月30日 - 期間限定イベント「オーバーウォッチ アニバーサリー・リミックス：ボリューム3」開催。
- 10月4日 - 午前1時をもって『オーバーウォッチ』のサービスを終了。10月5日サービス開始の『オーバーウォッチ2』への移行準備に入る。

## メディア展開
オーバーウォッチはチーム対戦型のアクションシューティングというゲームジャンルのため、ゲーム内ではストーリーは匂わす程度にしている。そして、アニメーションや漫画といったメディアで定期的にストーリーを発信している。

### ウェブアニメ
オーバーウォッチの登場キャラクターの過去を描いた短編アニメーションが公式サイトやYouTubeのスクウェア・エニックスチャンネルで公開されている。
| # | タイトル                                        |
| --- | ----------------------------------------------- |
| 1 | シネマティックトレーラー                        |
| 二人の男の子がヌンバーニのオーバーウォッチの歴史を展示した展覧会を見学していたところ、ウィドウメイカーとリーパーがドゥームフィストのガントレットを狙って襲撃する。ウィンストンとトレーサーがこれを迎撃する。 |                                                 |
| 2 | RECALL                                          |
| 凶悪事件が発生してウィンストンがオーバーウォッチの再結成をしようかと悩んでいたところにリーパーが襲撃し、エージェント達の情報を盗もうとする。                                                                 |                                                 |
| 3 | ALIVE                                           |
| キングス・ロウにてウィドウメイカーがオムニックの僧のモンデッタを狙撃しようとする。居合わせたトレーサーがこれを阻止すべく戦う。                                                                               |                                                 |
| 4 | Are You With Us?                                |
| ウィンストンがオーバーウォッチの元エージェント達に再結成を呼び掛けるビデオメッセージを送る。ゲーム本編のオープニングムービーにも使用されている。                                                             |                                                 |
| 5 | DRAGONS                                         |
| 花村にあるシマダ家の城に潜入したハンゾーとゲンジが対決する。二人の過去の物語。 |                                                 |
| 6 | HERO                                            |
| ドラドの街で一人の少女アルハンドラがならず者集団ロス・ムエルトスにお金を奪われる。謎のヒーロー、ソルジャー76がアルハンドラを助ける。                                                                         |                                                 |
| 7 | The Last Bastion                                |
| 森の中で朽ち果てたバスティオンが小鳥のついばみがきっかけで目を覚ます。 |                                                 |
| 8 | ソルジャー76 オリジン・ストーリー               |
| オーバーウォッチのリーダーだったジャック・モリソンがソルジャー76になった経緯を語る。 |                                                 |
| 9 | A Moment in Crime Special Report: "The Junkers" |
| ジャンクラットとロードホッグの二人の凶悪犯罪者をレポートするテレビ番組。（英語版のみ） |                                                 |
| 10 | アナ オリジン・ストーリー                       |
| アナが娘ファラへの手紙を読み上げる。アナが撃つことをためらい、死んだことになっていた自分の過去を語る。 |                                                 |
| 11 | INFILTRATION                                    |
| タロンのソンブラ、リーパー、ウィドウメイカーがヴォルスカヤ・インダストリーのカティア会長を狙って襲撃する。                                                                                                   |                                                 |
| 12 | ソンブラ オリジン・ストーリー                   |
| ハッキングの得意な一人の女の子が、身体を改造しソンブラが誕生した経緯が語られる。 |                                                 |
| 13 | オリーサ オリジン・ストーリー                   |
| ドゥームフィストがヌンバーニ国際空港を襲撃しガントレットを強奪。エフィ・オラデレが破壊されたOR-15を元に新ヒーローのオリーサを作り出す。                                                                      |                                                 |
| 14 | アップライジング オリジン・ストーリー           |
| 7年前、オムニックの過激派集団ヌルセクターがキングス・ロウを襲撃した。トレーサーはオーバーウォッチの初任務でこれの鎮圧に向かう。                                                                              |                                                 |
| 15 | ドゥームフィスト オリジン・ストーリー           |
| 戦いが人々の進化を促してきたと語るドゥームフィスト。ドゥームフィスト対オーバーウォッチのゲンジ、トレーサー、ウィンストンの3人が戦いを繰り広げる。                                                            |                                                 |
| 16 | ジャンカータウン The Plan                       |
| 故郷のジャンカータウンから追い出されたジャンクラットとロードホッグは、再び街に戻るために作戦を考える。 |                                                 |
| 17 | モイラ オリジン・ストーリー                     |
| モイラがブラックウォッチに参加、さらにはタロンに参加してきた半生を語る。 |                                                 |
| 18 | Rise and Shine                                  |
| エコポイント：アンタークティカにてメイたちはコールドスリープすることになる。目覚めた時、生き残っていたのはメイ一人だけだった。                                                                               |                                                 |
| 19 | Honor and Glory                                 |
| バルデリッヒとラインハルトらクルセイダーズはドイツのアイヒェンヴァルデ城でオムニックの軍団と戦いを繰り広げる。                                                                                               |                                                 |
| 20 | ブリギッテ オリジン・ストーリー                 |
| トールビョーンの娘として生まれたブリギッテはラインハルトのアーマーの整備を行っていた。しかし、それだけでは彼を守れないと思った彼女は自ら戦いに赴く。                                                         |                                                 |
| 21 | トレース＆ベイク                                |
| オーバーウォッチの発売2周年を記念してトレーサーのフィギュアがケーキを作る。 |                                                 |
| 22 | レッキング・ボール オリジン・ストーリー         |
| ホライゾン・ルナ・コロニーで生まれたハモンドは、メックを自作し、オーストラリアのジャンカータウンでチャンピオンになる。                                                                                       |                                                 |
| 23 | SHOOTING STAR                                   |
| 韓国の釜山のメック部隊のパイロット「D.Va」は海から現れたオムニック達から街を守るために出撃する。 |                                                 |
| 24 | REUNION                                         |
| ルート66のパノラマダイナーで食事を取っていたマクリーは、列車強盗の現場に遭遇する。それはかつての相棒でデッドロックギャングのリーダー、アッシュだった。                                                       |                                                 |
| 25 | アッシュ オリジン・ストーリー                   |
| 富豪の娘として生まれたアッシュは、自ら家族を作るため、デッドロック・ギャングを立ち上げる。 |                                                 |
| 26 | クッキーウォッチ                                |
| クリスマスの日、サンタクロースのために用意されたクッキーをリーパーのフィギュアは食べようとする。トレーサーのフィギュアはそれを阻止しようとする。                                                             |                                                 |
| 27 | バティスト・オリジン・ストーリー                |
| オムニック大戦の戦争孤児で後にタロンの兵士になったバティストが、生き残るために選択の余地はなかったと語る。                                                                                                   |                                                 |
| 28 | シグマ・オリジン・ストーリー                    |
| 反重力の研究者だったシグマが変貌し、タロンの一員になるまでが語られる。 |                                                 |
| 29 | エコー オリジン・ストーリー                     |
| リャオ博士がオムニカ・コーポレーションでオムニックを作り、オーバーウォッチでエコーを制作するまでを回想する。                                                                                                 |                                                 |

### デジタルコミック
2016年4月よりオーバーウォッチの各ヒーローの活躍を描く短編デジタルコミックが公開される。書籍化され『オーバーウォッチ アンソロジー』というタイトルで1巻が発売されている。
- 2016年4月22日 - 「マクリー トレインホッパー」(Train Hopper)
- 2016年4月29日 - 「ラインハルト ドラゴンスレイヤー」(Dragon Slayer)
- 2016年5月6日 - 「ジャンクラットとロードホッグ まっとうな人生」[注 11](Going Legit)
- 2016年5月11日 - 「シンメトラ より良き世界」(A Better World)
- 2016年5月18日 - 「ファラ 任務のためなら」(Mission Statement)
- 2016年5月27日 - 「トールビョーン 破壊者」(Destroyer)
- 2016年7月26日 - 「アナ 受け継ぐもの」(Legacy)
- 2016年7月22日 - 「アナ オールド・ソルジャー」(Old Soldiers)
- 2016年10月12日 - 「ジャンクラット ジャンケンシュタイン」(Junkenstein)
- 2016年12月21日 - 「トレーサー リフレクション」(Reflections)
- 2017年3月9日 - 「バスティオン バイナリ」(Binary)
- 2017年4月6日 - 「トレーサー アップライジング」(Uprising)
- 2017年7月20日 - 「ドゥームフィスト マスカレード」(Musquerade)
- 2017年9月7日 - 「ロードホッグ ウェイステッド・ランド」(Wasted land)
- 2017年9月28日 - 「ザリア 探し物」(Searching)
- 2017年10月19日 - 劇場「ジャンケンシュタイン、再び」(The Return of Junkenstein)
- 2017年12月21日 - 「メイ イエティ・ハント」(Yeti Hunt)
- 2018年4月5日 - 「レトリビューション」(Retribution)
- 2020年9月15日 - 「トレーサーのロンドン・コーリング」第1話 (Tracer - London Calling #1)
- 2020年10月15日 - 「トレーサーのロンドン・コーリング」第2話 (Tracer - London Calling #2)
- 2020年12月1日 - 「トレーサーのロンドン・コーリング」第3話 (Tracer -London Calling #3)
- 2021年1月14日 - 「トレーサーのロンドン・コーリング」第4話 (Tracer -London Calling #4)
- 2021年2月25日 - 「トレーサーのロンドン・コーリング」第5話 (Tracer -London Calling #5)
- 2021年11月10日 - 「新しい風」第1話 (New Blood #1)
- 2021年12月15日 - 「新しい風」第2話 (New Blood #2)
- 2022年1月12日 - 「新しい風」第3話 (New Blood #3)
- 2021年2月9日 - 「新しい風」第4話 (New Blood #4)
- 2021年3月16日 - 「新しい風」第5話 (New Blood #5)

また、ゲーム版の30年前のオーバーウォッチ初期のエピソード「オムニック・クライシス」を描くグラフィックノベル『オーバーウォッチ ファーストストライク』が2016年後半に発表予定とされていたが、ストーリーの変更により中止された。

### 小説
バステト (Bastet)
2019年1月8日公開。アナを題材にした短編小説「バステト」が公式ウェブサイトで公開された。作者は『オーバーウォッチ』のリード・ライターであるマイケル・チュウ。挿絵もゲームとコミック版のスタッフが関わっている。アナがジャック（ソルジャー76）とエジプトのカイロで再会し、街を苦しめるハキームの犯罪組織と戦う決意をする。
捨てられた過去 (What You Left Behind)
2019年6月18日公開。バティストの過去を綴った短編小説「捨てられた過去」が公式サイトで公開された。作者はアリッサ・ウォン。
ヴァルキリー (Valkyrie)
2019年11月12日公開。マーシーの過去を綴った短編小説「ヴァルキリー」が公式サイトで公開された。作者はマイケル・チュウ。
また、マーシー役の大原さやかの朗読する聴ける短編小説（ラジオドラマ）がYouTubeチャンネルにて公開された。
Hero of Numbani
2020年6月2日刊行。オリーサを作った天才少女エフィを主人公にした小説「Hero of Numbani」(ヌンバーニの英雄)がペーパーバックで発売される。作者はニッキー・ドレイデン。日本語版の刊行は未定。
ストーン・バイ・ストーン(Stone by Stone)
2020年11月17日公開。シンメトラとゼニヤッタの出会いを描いた短編小説「ストーン・バイ・ストーン」が公式サイトで公開された。作者はクリスティ・ゴールデン。
デッドロック・レベルズ (Deadlock Rebels)
2021年6月1日刊行。卒業間近のアッシュは両親に勘当を言い渡される。アッシュは執事オムニックのボブとマクリー（キャスディ）と共に奪われた財産を取り戻すべく奮闘する。作者はリンジ・エリー。日本語版は未刊行だが、第1章のみ公式サイトで公開されている。
コード・オブ・バイオレンス (Code of Violence)
2022年2月22日公開。リーパーがソンブラと共にシグマをタロンに連れ去る作戦を描く短編小説「コード・オブ・バイオレンス」が公式サイトで公開された。作者はブランドン・イーストン。

### 関連グッズ
ケロッグのシリアル「ルシオオーズ」、グッドスマイルカンパニーのフィギュア「figma」「ねんどろいど」、レゴ、ハズブロのトイガン「ナーフ」など各種グッズが販売されている。

## 評価

### 受賞
ゴールデンジョイスティックアワード2016
- ベストオリジナルゲーム
- ベストマルチプレイヤーゲーム
- ベストゲーミングモーメント
- PCゲーム・オブ・ザ・イヤー
- コンペティティブゲーム・オブ・ザ・イヤー（競技用ゲームの年間最優秀）

ザ・ゲームアワード 2016
- ゲーム・オブ・ザ・イヤー
- ベストスタジオ・ゲームディレクション（ブリザード）
- ベストマルチプレイヤーゲーム
- ベストeスポーツゲーム

ザ・ゲームアワード2017
- ベストオンゴーイングゲーム（アップデートで進化を続けているゲームの賞）

ザ・ゲームアワード2018
- ベストeスポーツゲーム

プレイステーションアワード2016
- ユーザーチョイス賞

D.I.C.E.アワード2016（20th）
- ゲーム・オブ・ザ・イヤー
- アクションゲーム部門賞
- ゲームデザイン部門賞
- オンラインゲーム部門賞

週刊ファミ通ゲームジャンル別総選挙
- FPS・TPS総選挙 1位

### アクセシビリティに対する評価
本作のプレイヤーが操作方法を細かくカスタマイズできるようになっており、例えば片手で同時に照準合わせと攻撃を苦手とする場合は、照準を合わせる動作を切り替え式にして、攻撃をもう片方の手でできるようにすることができる。この機能について、とある脳性まひを患うプレイヤーは「自分は障害のせいでスナイパーキャラクターを使うことができなかったが、この機能のおかげでスナイパーキャラクターによるヘッドショットを成功させることができた」と称賛している。

### 論争
2016年3月3日、あるユーザーから「プレイヤーキャラクターの一人であるトレーサーの勝利ポーズが、不必要なまでのセックスアピールをしている」という指摘があり、本作のコミュニティが騒然となった。
この時のトレーサー勝利ポーズは一見すると後ろ向きに立って顔だけ振り返るように見えるが、臀部にコスチュームが食い込んでいる様子が描写されていた。
指摘したユーザーはトレーサーのデザインや個性を評価しつつも「勝利ポーズは勇敢で天真爛漫なトレーサーの性格にそぐわないだけでなく、彼女を無個性なセックスシンボルに貶めている」述べ、ディーバやウィドウメーカーなどはキャラクターの個性を示すために性的要素がほのめかされているとして問題視しなかった。
本作の監督であるジェフリー・キャプランはこのポーズについて謝罪し、「我々は誰かを不愉快に思わせたり、誰かに不当な評価を下したり、誰かに誤解されていると感じさせるようなことを望んでいません。」と述べ、ブリザード側もポーズを変更する意向を明らかにした。
この決定はゲームコミュニティ内で賛否両論を呼び、「ブリザードは創造的なゲームをつくるのをやめたのではないか」「たった一人の怒った人をなだめるために自主規制をしたのではないか」といった意見が多く上がった一方、ブリザードがコミュニティの意見を聞き入れたことやキャラクターの個性を尊重したうえでキャラクター作りをする姿勢を評価する意見もあった。
その後キャプランは、問題のポーズが制作陣の間で評判がよくなかったため変えようかと話し合っていたことを明かした。
4月に入ってからトレーサーの勝利ポーズが差し替えられたが、背を向けるという構図はそのままだった。一部ゲームメディアは昔のセミヌード・ピンナップのようだと評した。
また、基本プレイ無料のチーム対戦型FPSゲーム『Paladins: Champions of the Realm』が本作の盗作ではないかという論争も起きた。